# ドイツ民主共和国

ドイツ民主共和国
Deutsche Demokratische Republik (ドイツ語)

国の標語: 
„Proletarier aller Länder, vereinigt Euch!“（ドイツ語）
万国の労働者よ、団結せよ！国歌: Auferstanden aus Ruinen（ドイツ語）
廃墟からの復活
 
ドイツ民主共和国の領土 (1956-1990)

1. 

ドイツ民主共和国（ドイツみんしゅきょうわこく、ドイツ語: Deutsche Demokratische Republik; DDR）、通称東ドイツ（ひがしドイツ、ドイツ語: Ostdeutschland）または東独（とうどく）は、第二次世界大戦後の1949年10月7日にドイツのソ連占領地域（SBZ）に建国された国家である。
旧ドイツ国西部から南部にかけてのアメリカ・イギリス・フランス占領地域に建国されたドイツ連邦共和国（西ドイツ）と共にドイツを二分した分断国家の一つ。1990年10月にドイツ連邦共和国に領土を編入される形で消滅した。

## 概要
ドイツ民主共和国は社会主義国を標榜していた。政治体制はソ連型社会主義で典型的な一党制ではなく反ファシズムを最大公約とした複数政党による議会制民主主義国（人民民主主義）の形態を採っていたが、実際はドイツ社会主義統一党 (SED) が寡頭政治政党として指導権を有していた。SED以外に4つの政党が存在を許されていたが、衛星政党としての性格が強かった（ヘゲモニー政党制）。多数のソビエト連邦軍が駐屯する冷戦の最前線でもあり、政治的・軍事的にはソ連の衛星国であった。
経済では第二次世界大戦の被害と、ソ連による賠償の取り立てを乗り越え、1970年代までは中央・東ヨーロッパの社会主義諸国の中で最も発展していた。一般家庭への自家用車の普及は進まず、常用された電化製品も西側のものに比べ旧式であったが、テレビでは多数のCMが流されるなど、共産圏では異例の消費社会に到達できた生活水準（中華人民共和国に返還される前の香港の一般庶民程度）を実現したと言われる。そういった事もあって「（東欧経済における）優等生」「東欧の日本」とも呼ばれていた。西側への流出で深刻になった労働力不足を補うという側面もあったものの、女性の社会進出も進んでおり、人民議会議員の3人に1人、校長は5人に1人、教師は4人に3人、市長は5人に1人の割合が女性で占められていた。
しかし、秘密警察である国家保安省（シュタージ）による国民の監視が徹底され、言論や表現の自由は制限されていた。シュタージは職場や家庭内に非公式協力者 (IM) を配置し、相互監視の網を張り巡らせた。また、一定期間無職でいると逮捕され（失業罪）、職種選択権が無い強制労働が科せられた。
1970年代以降は公共投資が進み、日本企業も積極的に進出し、「社会主義のショーウィンドウ」であった東ベルリンには高層ビルも建築され、生活水準もある程度上昇していたが、西ドイツには大きく水をあけられ、消費資材などの供給が少なく、重化学工業生産が優先されていた。例えば、自動車は申し込んでから7〜8年以上待たないと納車されなかった上に、一部ソ連車などを除き輸入車は事実上入手が不可能であった。一方、経済成長に偏向し過ぎたため、深刻な環境問題などを引き起こすことになった。
1980年代には、裁判において陪審員制度も導入され、体制への不満に対するガス抜きとしての役割を果たしていた。また、国家人民軍における徴兵制導入後すぐに兵役拒否者が続出したため、西ドイツに人権尊重の面で負けていないことを国際的にアピールするために良心的兵役拒否が法的に認められ、代替役務が制度化されていた。1987年には死刑を廃止した。

## 歴史

### 概要
第二次世界大戦での敗戦とそれに伴うドイツ国の滅亡により、ドイツは米・英・仏・ソの四か国による占領下に置かれた。しかし、戦後の冷戦構造が固定化されていく中で、この四か国の協調は早々に困難になっていった。1948年より行われた米・英・仏の占領地域による通貨改革を皮切りに、政経両面における分断国家形成の動きが見られ、ソ連側もベルリン封鎖で対抗し、東西ドイツ分断は決定的となった。1949年9月のドイツ連邦共和国（西ドイツ）建国を受け、翌10月にドイツ民主共和国（東ドイツ）の建国が宣言された。
名目上は複数政党制が採られたが、実際はドイツ社会主義統一党（SED）の一党独裁であり、計画経済の下で1951年より第1次五カ年計画が開始された。計画実施のために中央集権化が図られ、連邦制に基づく州は廃止され、14の県（Bezirk）へと再編された。
1953年3月、ソ連のヨシフ・スターリンが死去したことは、東ドイツ指導部を動揺させた。また、抑圧的な政府の姿勢に反発して東ベルリン労働者のデモが起こり、これを契機として東ドイツ各地で市民が反ソ暴動を起こした（六月十七日事件）が、ソ連軍の介入によって弾圧され、6000人以上が逮捕された。
柔軟性を欠いた計画経済・農業集団化は東ドイツ経済を麻痺させていき、祖国の将来を悲観した人々は、唯一境界が開かれていたベルリンを経由して西側へ逃亡していった。また、西ドイツは東ドイツの領土も自国領と主張しており、東の国民は西に入国したと同時に自動的に西ドイツ国籍が付与されたため、1953年だけでも約33万人が東ドイツを去った。こうして青年層、知識人、熟練労働者などの流出が深刻化したため、政府は1961年8月に西ベルリンとの境界を完全に封鎖、この境界にはやがてベルリンの壁と呼ばれる壁が建設され、東西冷戦の象徴となった。こうして労働力の流出を強制的に防いだこともあってその後の経済は発展し、1960年代から1970年代初頭にかけて「社会主義の優等生」と呼ばれるまでに成長、1972年には西ドイツと東西ドイツ基本条約を締結し、国交を樹立した。
しかし、1973年のオイルショックなどによって東側諸国全体の経済が停滞する中、エーリッヒ・ホーネッカー政権下の政治・経済も停滞・硬直化した。1980年代後半になると西ドイツとの格差は開く一方になり、国民の不満が高まり始めた。こうした中で1989年5月に行われた地方自治体選挙での開票不正が明らかになり、国民は政府への不信感を更に強めていった。さらに、一連の東欧革命により、他の中東欧の共産主義国が次々と民主化すると、オーストリアとの国境を開放したハンガリーなどを経由して国民が西ドイツへ大量脱出した（汎ヨーロッパ・ピクニック）。10月9日のライプツィヒでの反政府運動「月曜デモ」に際して、当局は武力弾圧を断念し、直後にホーネッカーは失脚した。日々高まる国民の民主化要求に東ドイツ政府はもはや抗えなくなり、ついに11月9日、ベルリンの壁の開放に踏み切らざるを得なくなった。翌1990年には、初めての自由選挙で、西ドイツとの統一を主張する勢力が勝利を収め、7月には通貨統合、そして10月3日には西ドイツに併合される形で東ドイツは消滅し、ドイツは41年ぶりに再統一された。

### 東ドイツの建国と社会主義の建設（1949年-1961年）
東ドイツは、1948年10月にドイツ民主共和国憲法を起草、1949年10月7日（共和国の日）に建国した。第二次ドイツ人民議会が、暫定的な人民議会として成立し、オットー・グローテヴォールが首相として政府創設の任に当たった。10月11日、グローテヴォールの同僚であるSED議長のヴィルヘルム・ピークが大統領に選出された。
東ドイツは、現実社会主義の人民共和国であったが、SEDだけでなく、キリスト教民主同盟（CDU）のような「中道右派」政党の活動も許されていた。ただし、CDUや民主農民党、自民党、国家民主党は、衛星政党としてSEDと共に国民戦線を組んでいた。公式的には閣僚評議会が東ドイツの政府であったが、実際にはSED中央委員会政治局が権力の中枢であった。ヴァルター・ウルブリヒトは、政治局のメンバーであり、1950年以降は、SED中央委員会の書記長となった。さらにドイツ駐留ソ連軍の総司令部陸軍大将であったワシーリー・チュイコフのソ連管理委員会は強い権力を持っていた。
ソ連政府は1954年3月25日に、「ソ連は、他の主権国家と同様に、東ドイツとも平等な関係」を望んでいると説明したが、東ドイツの主権は制限されたままであった。社会史家のハンス＝ウルリッヒ・ヴェーラーは、当時の東ドイツは「ソ連帝国の西部戦線のサトラップ（地方総督）」であったとしている。

?1949年-1959年のドイツ民主共和国の国旗。当初は東西共に同じ国旗を使用していた。
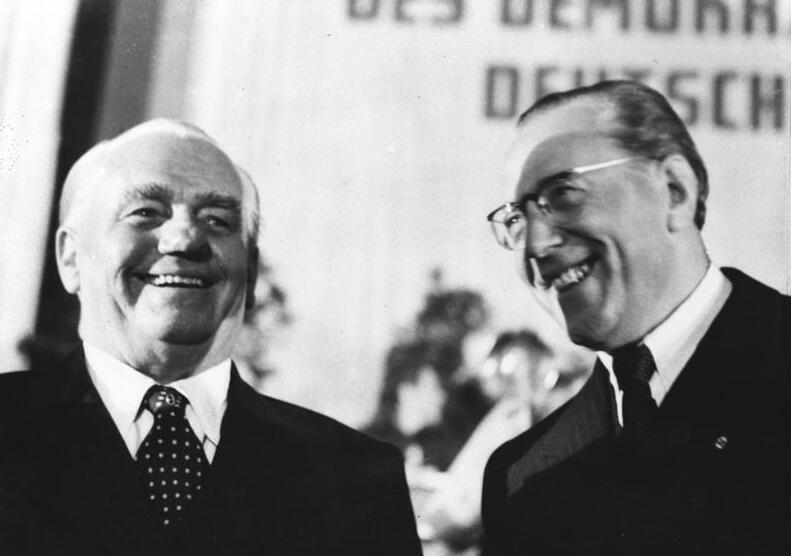
東ドイツ建国時のヴィルヘルム・ピークとオットー・グローテヴォール（撮影：1949年10月7日）
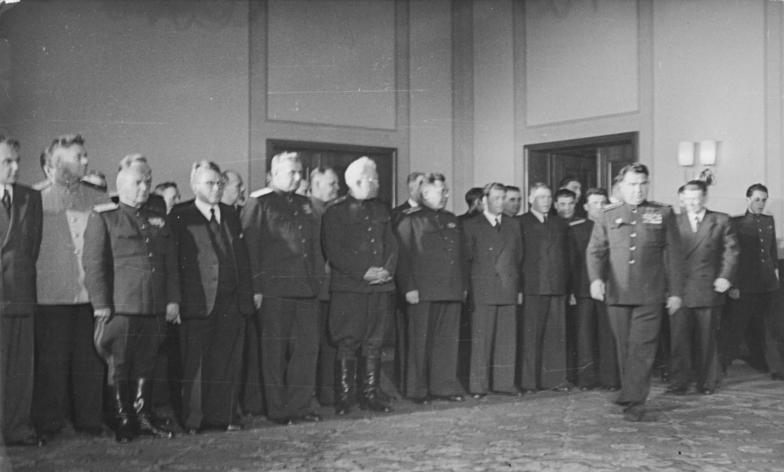
ソ連管理委員会の委員長として陸軍大将チュイコフが、東ドイツ政府の要人たちを迎えている（撮影：1949年11月11日）

人民議会の最初の選挙は、1950年10月15日に決まり、統一名簿に基づいて行われた。憲法発効後1年以上たって期日とその選挙方法がやっと決まったことに対して、CDUやLDPDの政治家たちは反発したが、代わりに新政府での高い職位を得ることで決着した。LDPD党首のハンス・ロッホは財務大臣に、CDU党首のオットー・ヌシュケは副首相に、その党友であるゲオルク・デルティンガーは外務大臣になった。彼らの在任中、東ドイツの外交政策で重要だったのは二つある。1950年7月6日、ポーランド人民共和国とゲルリッツ協定を結んで、オーデル・ナイセ線を国境線として確定したこと、1950年9月29日、経済相互援助会議（RGW/COMECON）に加盟したことである。
東ドイツは西ドイツと同様に、旧ドイツ国（Deutsches Reich）の正統な継承国であることであると主張していた。当初は東側の憲法も民主的であることが強調され、東西ドイツが協調する可能性が模索されたが失敗した。非武装中立国としてドイツを独立させることを提唱した「スターリン・ノート」（1952年）に対し、西側諸国が全ドイツでの自由選挙による独立を最低条件としたことで折り合いがつかなかったように、双方にとって納得できない提案を双方が押し付け合ったためである。
その後、ヨシフ・スターリンは1952年7月にウルブリヒトを中心としたSED指導部に社会主義建設のための全権を与えた。経済では、工業産業の国有化が進められ、農業においては、農協をモデルとした集団農場が称揚された。また、全ての敵対者、特に教会に対して政治的な弾圧が加えられた。1952年5月に遮断されていたドイツ国内国境では、「害虫駆除作戦」が実行され、逃亡の可能性があると疑われた国境付近の住民が強制的に移住させられた。

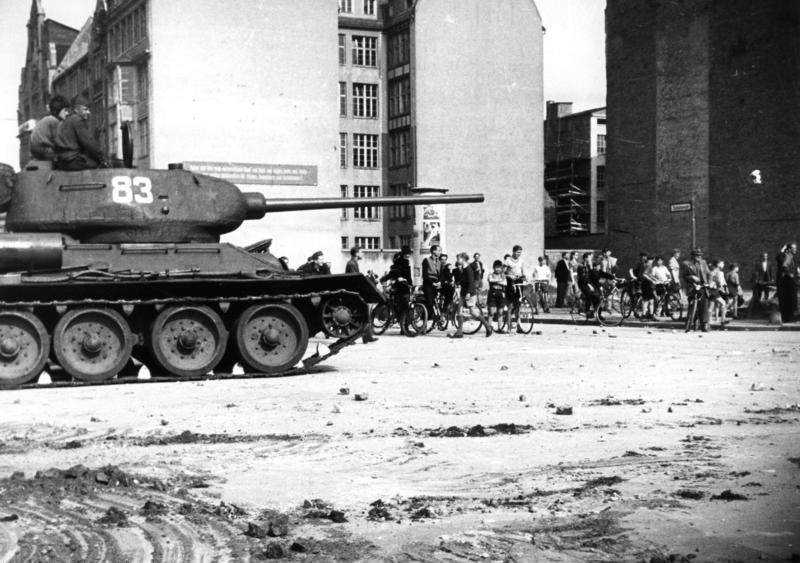
出動したソ連軍戦車（1953年6月17日）

1953年3月にスターリンが死去したあと、ソ連指導部は方針転換し、強制的な社会主義化と政治的弾圧をやめるようになった。SEDはこの方針に従ったが、ノルマを達成しない労働者の賃金をカットする「労働規範（ドイツ語: Arbeitsnorm）」は撤回しなかったことで、東ベルリンで抗議デモが起こり、それが発展して1953年6月17日に東ベルリン暴動が起こった。東ドイツ国内に駐留していたソ連軍による鎮圧によって、少なくとも55人が死亡した。
ソ連は東ドイツへの賠償請求を放棄し、東ドイツ国内にあったソ連法人を国営企業へと変えるなどして財政援助を行った。このことによって物資不足は緩和され、かなり国内で疑問視されていたウルブリヒト政権下のSED体制も安定するようになった。1956年11月のハンガリー動乱で、ソ連軍が鎮圧にあたった際には、数千人の死者が出ただけでなく、さらに2000人以上が処刑された。これに応じて、東ドイツでも、体制批判的な学生や学者に対して新たに弾圧が行われた。1959年、SEDは「社会主義建設」のための第二段階を実行するようになった。まずSEDはあらゆる手段を使って、1960年の第一四半期に農業面積の約40%を「自発的な」加入によって農協の所有物にし、農産物の90%を集団農場で作ることの必要性を喚起した。そのことによって難民の数は飛躍的に増大し、4万7433人が1961年8月初めに東ドイツから逃亡した。

### 壁建設と緊張緩和政策（1961年-1971年）

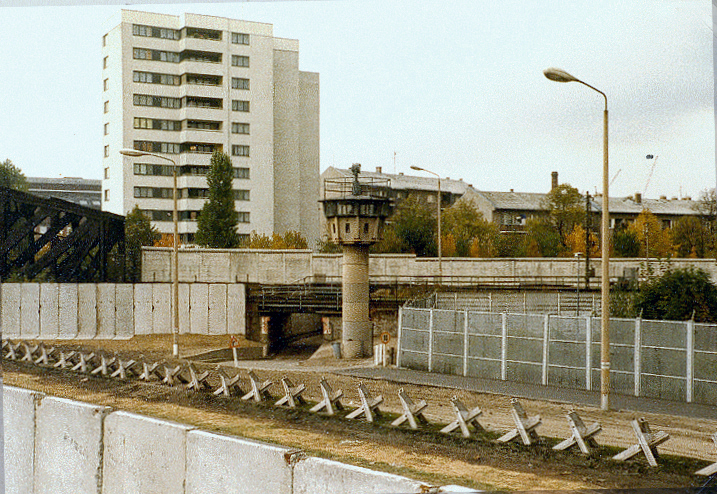
ベルリンの壁

多数の国民の海外流出、とくに比較的高い教育を受けた若者たちの逃亡は、東ドイツの存在そのものを脅かした。これに対応するため、1961年8月12日と13日の夜に人民軍、人民警察、労働者階級戦闘団は、ソ連指導部の後ろ盾もあって、西ベルリンの周囲を有刺鉄線と武力で封鎖し始めた。東西冷戦の象徴となったベルリンの壁建設の始まりである。壁、地雷原、自動発射装置が大規模に設置され、国境警備兵には、逃亡者に対する射殺命令が下された。ベルリンの壁は「反ファシズム防壁」というプロパガンダで呼ばれた。この防御システムを切り抜けようとした数百の難民が東西ドイツ国境で殺された。東ドイツで行われた人権侵害は、西ドイツのザルツギッターにある国家司法局中央記録センターで記録された。
壁の建設が始まってから2ヶ月、SED指導部は、国外逃亡に失敗した反体制者を弾圧していたが、このことに対して1961年10月にモスクワから警告を受けた。この頃のソ連は、書記長ニキータ・フルシチョフが非スターリン化の第二段階を始めていた最中であった。東ベルリンでは、個人崇拝に対する拒絶反応が起こり、スターリンの名が入った通り・広場・施設が改名された。反抗的な一部の住民に対する弾圧は行われなくなり、政治的な宣伝活動と、生活水準を上げる経済政策が始まった。国外に逃亡しようとしていた人びとは、この新しい状況のなかでやりくりし、仕事に打ち込んで、生活水準と出世可能性を可能な限り高めるよう模索するようになった。このような態度は、経済成長というポジティブな結果を生み、それによって物質的豊かさが改善され、反体制的な意見は無くなり、指導部と国民との関係は徐々に冷静なものになった。

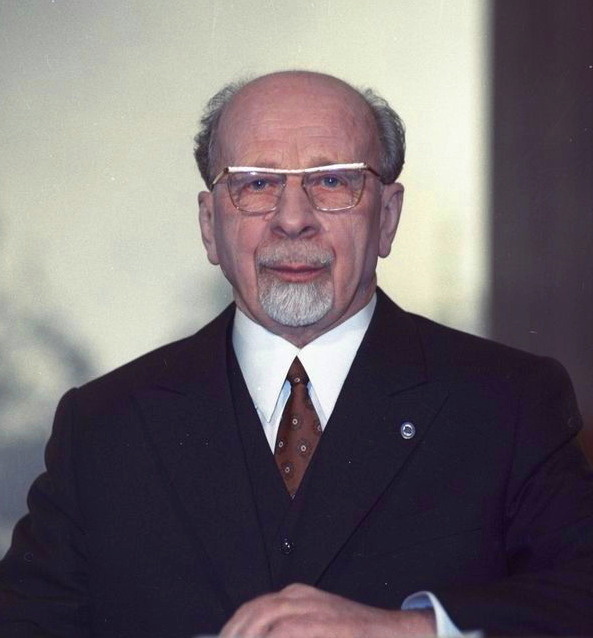
ヴァルター・ウルブリヒト（1970年）

1968年、プラハの春が起こると、再び弾圧の空気が生じた。東ドイツ国民は自由を重視した改良社会主義を期待したが、ソ連の影響下にあったワルシャワ条約機構軍が、チェコスロバキア共産党第一書記アレクサンデル・ドゥプチェクの改革モデルを軍事力で鎮圧すると、改革の機運はすぐに打ち砕かれることになった。それに対して、東ドイツの4つの町で主に若者たちによる小規模な抗議デモが行われたが、公安当局によって摘みとられた。シュタージは、1968年11月までに、この件に関する2000以上の「敵対行為」を確認している。なお同年4月には憲法が改正され、「ドイツ民主共和国はドイツ民族の社会主義国家である (Die Deutsche Demokratische Republik ist ein sozialistischer Staat deutscher Nation.)」「労働者階級とマルクス・レーニン主義政党の指導の下に置かれる」と規定され、公式に社会主義国であると規定されている。
モスクワからの東ドイツ指導部に出される要望には依然として決定的な影響力があり、そのことは1970年に始まったウルブリヒトとホーネッカーの権力闘争にも見られる。ホーネッカーは、自分が東西ドイツの緊張緩和政策に関するソ連の要望を理解している政治家であるとアピールし、ウルブリヒトの経済政策を批判することでSED政治局の支持をとりつけた。ウルブリヒトは成長産業や研究、工業の助成に関心を持っていたのに対し、ホーネッカーは個人消費向け産業の計画が遅れていたこと、その生産量が減少していたことを問題にしていた。ブレジネフの協力で、最終的に1971年4月にウルブリヒトを辞任させることになった。

### 新たな裂け目から停滞へ（1971年-1981年）

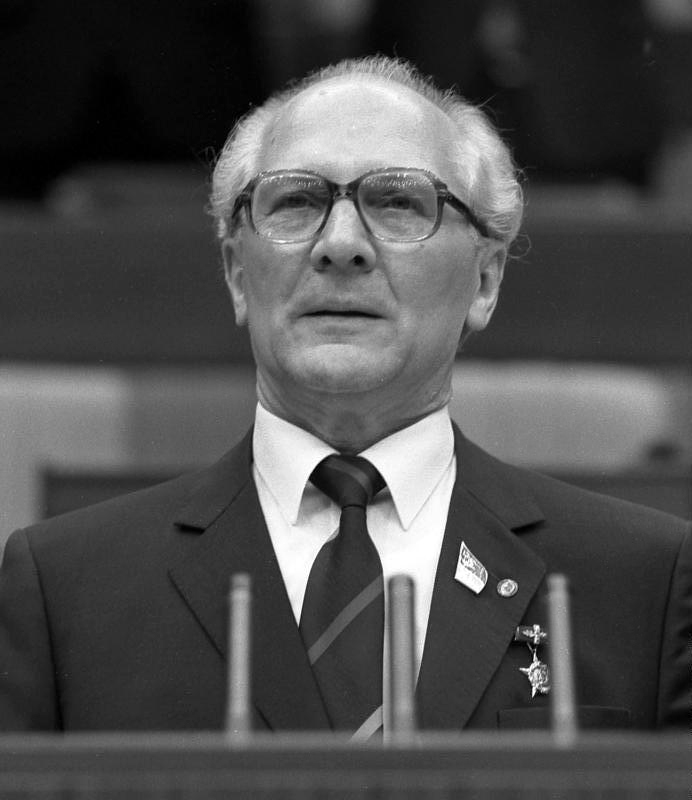
エーリッヒ・ホーネッカー

ウルブリヒトがホーネッカーの工作と「老齢と健康上の理由」によりSEDの第一書記と国防評議会議長の職から辞任したあと、彼は1973年8月1日に死去した。ホーネッカーは、すでに1971年6月の党大会で方針転換を決定しており、「国民の物質的・文化的な生活水準をさらに上げること」を党の「主要課題」にした。「経済政策と社会政策の両立」が中心的なスローガンになった。重点が置かれたのは、住宅建設と住宅環境の整備であった。予定では1990年までこの住宅問題は解決されることになっていた。女性の労働参加は、ワークシェアリングや産休期間の延長、保育所や幼稚園の拡充によって促進された。1976年まで最低賃金が400マルク、最低年金が200マルクのまま変わらなかったとはいえ、冷蔵庫やテレビなどの電化製品に代表される家庭向け製品に生産が集中したことで、東ドイツの生活環境は大きく変わり、豊かさへの期待も膨らんでいった。経済と消費の刺激が可能だったのは、西側からの対外債務を増大させたことも大きい。
1971年12月にホーネッカーは文化政策でも一時的に自由化する傾向を見せたが、1970年半ばから徐々に硬直していった。
もし社会主義が確固たる地位を築いているということを前提にするなら、私の考えでは芸術にも文学にもタブーはありえない。もちろん、このことは内容の問題にもスタイルの問題にも当てはまるし、一言でいえば、何が芸術的な傑作かという問題にも当てはまる。
対外関係において、ホーネッカーはウルブリヒトとの権力闘争を繰り広げていた時に主張したように、ソ連との緊密な関係を構築する方針を取り、「社会主義国家共同体のなかに着実と根を下ろすこと」を約束した。ソ連との関係は、1974年の公式見解によれば、「実際、日常生活でソ連との友好関係が現れないような場所はない」ほどに成熟していた。
1970年、西ドイツ首相のヴィリー・ブラントは、エアフルト首脳会談を皮切りに新東方外交政策を打ち出し、東西ドイツの対話をもたらした。東西緊張緩和の背景には東ドイツが外貨を獲得しようとしたことも大きい。トランジット協定は、東ドイツを通過する際の手続き簡略化を保証し、西ベルリンの交通路の状況を改善した。1972年には東西ドイツ基本条約が結ばれ、両国の首都（ボンと東ベルリン）に大使館に相当する常駐代表部(Ständige Vertretungen) を設置することが決まり、両国が平和的に共存するために相互承認が行われた。それに基づき、1973年に両国は国連に加盟した。

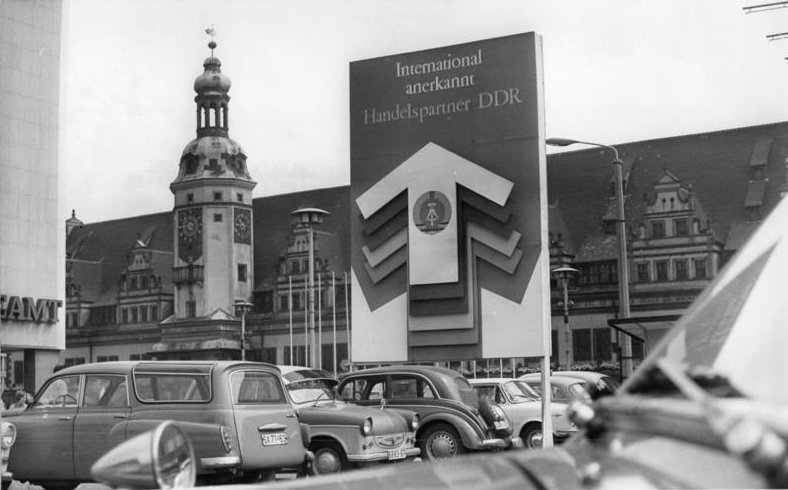
「東ドイツは貿易相手国として国際的に承認された」
– 1970年ライプツィヒのプロパガンダポスター

1975年、ヘルシンキ宣言署名により、確かに東ドイツ指導部は外交的な評価を受けたが、しかし人権に関する国際的な要求にも対処しなければならなかった。国連や全欧安全保障協力会議加盟国の立場からすれば、東ドイツが出国申請を認めないのは監禁罪にあたるのではないかと非難した市民がいたが、その市民は1976年10月に逮捕され、「国家反逆扇動罪」の判決を受け、一年後に西ドイツへの国外追放となった。西ドイツ政府は、1964年から1989年までのあいだに東ドイツ刑務所にいた3万3753人の政治犯に対して、合計34億マルクの囚人釈放金を支払っていた。歴史家のシュテファン・ヴォレは、この件に関して、絶対王政時代のヘッセン＝カッセル方伯フリードリヒ2世の傭兵売買と全く同じであると見ている。他方で、囚人になることで国外へ脱出してしまおうという運動も広がるようになり、ホーネッカーはそれを断固として阻止しようとし、SEDの地方議会書記長に、次のような指示を与えた。
最近、西ドイツの報復主義的なグループがいわゆる西ドイツの市民権運動を組織しようと躍起になっている。……これらのグループには断固として反対すべきである。ヘルシンキ宣言や他の言い訳を持ち出して、東ドイツ国籍を解消し、西ドイツへの出国を申請する人すべてを当局は拒否する必要がある。
ホーネッカーは、そのような出国申請者を職場から解雇すること、1977年4月の刑法改正の枠組において違法とすることを命令した。

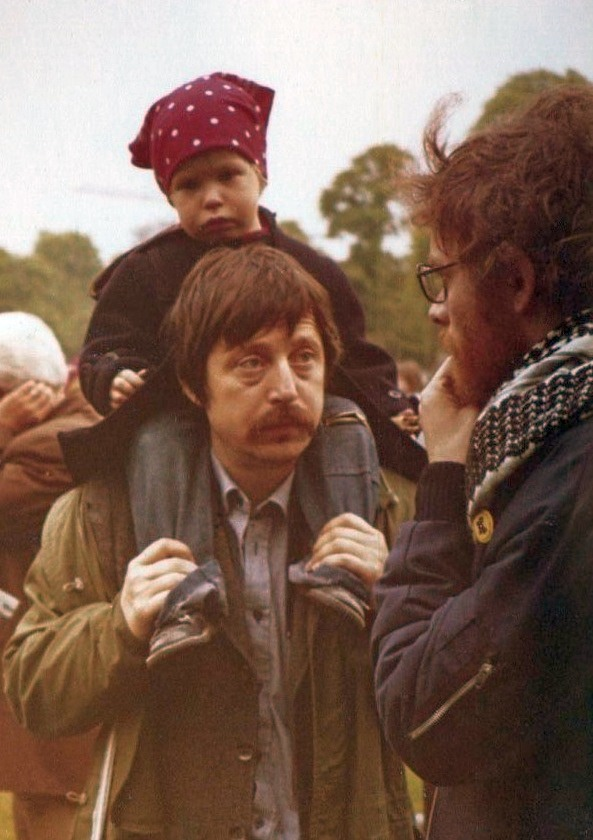
ヴォルフ・ビーアマン(1977年)

同様に1976年、ケルンでのコンサートでヴォルフ・ビーアマンは、東ドイツの幹部とその共産主義的な忠誠に対する思い切った批判を行ったことで国外追放処分となった。もっとも、かねてよりビーアマンの市民権剥奪は予定されており、その絶好の機会がたまたま来ただけであった。これによって、ホーネッカーの時代とともに始まった文化政策の開放は終了したことが鮮明になった。SED上層部にとっては予見できなかったことであるが、この市民権剥奪に対しては、もちろん、東ドイツの有名な作家たちの抗議活動も生じ、それは大きな共感を得るものだった。しかし、1976年11月17日に12名の作家たちが抗議文書を作成し、共同署名したが、1978年5月に行われた東ドイツ作家協会の第8回作家会議に出席したのはわずか2名であった。他の作家たちは出席許可を得なかったか、自分から諦めてしまった。
東ドイツ国家の対外的な立場は、1970年代後半には難しいものになった。西ヨーロッパでは、ソ連型の共産主義モデルとは距離を置き、自由と民主主義を擁護したユーロコミュニズムが台頭し、チェコスロバキアではヘルシンキ宣言順守を求めた人権団体憲章77が設立され、1980年代になるとソ連のアフガン侵攻に対する国際的非難が高まり、1980年、ポーランドでは独立自主管理労働組合「連帯」が結成された。

### 凋落（1981年-1989年）
1979年の第二次オイルショックで、東ドイツの不景気はさらに加速するようになった。経済的困難から抜け出せなかったソ連指導部は、東ドイツへの優遇条件での石油供給量を年間1900万トンから1700万トンに減らした。それに対してホーネッカーは何度も抗議し、ブレジネフに「200万トンの石油に、東ドイツを不安定にし、党と国家に対する国民の信頼を壊すほどの価値があるのか」と問いただした。その間、東ドイツはソ連の石油をオーデル、ベーレン、リュッツケンドルフ、ロイナ(Leunawerke) の石油精製所で加工しており、それらを西ヨーロッパの市場で販売して外貨を獲得していた。ホーネッカーの抗議に効果はなく、むしろソ連と共に苦労を分かち合おうという激励に応えるものであった。そうしなければ「完璧な社会主義共同体制」の世界的立場が危ういものになってしまうからである。そのため、東ドイツの財政は「不安と絶望の袋小路」になった。かつて東欧の優等生と言われた東ドイツは、少しずつでも着実に改革を進めるポーランドやハンガリーの後塵を拝するようになった。

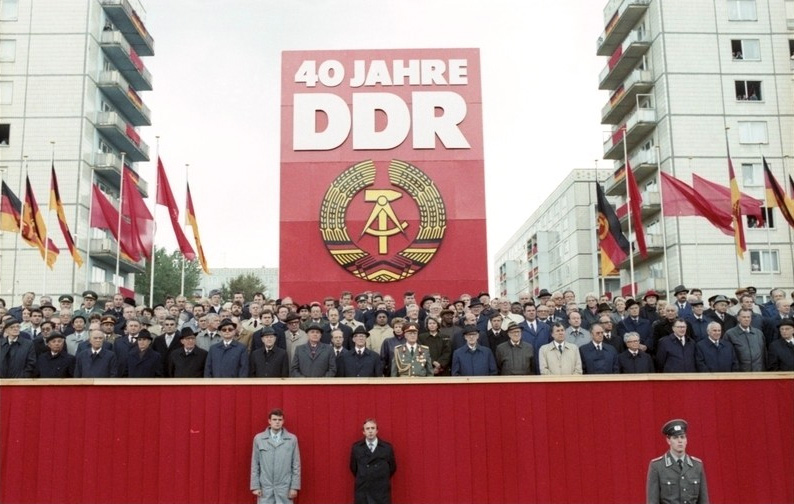
東ドイツの党・国家の指導部メンバーと、ゴルバチョフら外国の代表者。ベルリンのカール＝マルクス＝アレーにある貴賓用観覧席（1989年10月7日の東ドイツ第40回建国記念日）

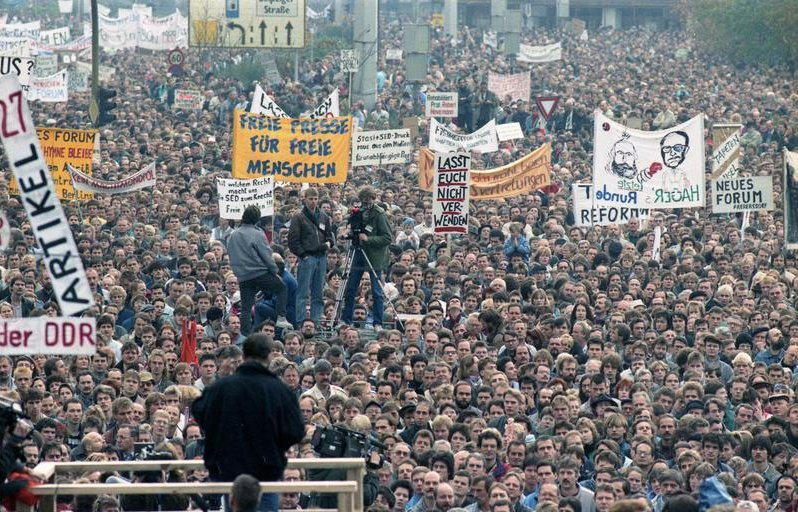
東ベルリンのアレクサンダープラッツ・デモ（1989年11月4日）

1982年に東ドイツは財政破綻の危機を迎えた。それを防いだのは、1983年と1984年の2回にわたる西ドイツからの何十億マルクもの出資であったが、それにはアレクサンダー・シャルク＝ゴロットコフスキーの尽力も大きかった。彼は外貨獲得を担当していた貿易調整部の所長であり、それと同時にシュタージの特務将校も兼任していた。彼は、特に東ドイツの国境の規制緩和を約束することで、バイエルン州首相のフランツ・ヨーゼフ・シュトラウスを調停者として味方につけることに成功した
。それ以前にも、第三次シュミット内閣 (1980-1982) が、チューリッヒの「偽装銀行」(Strohbank) を通じて30億から50億ドイツマルクを貸し出すかどうかを検討していた。しかし、高額な消費財を国民に提供することは、満足にはできなかった。西側と同水準のカラーテレビや冷凍庫付き冷蔵庫、全自動洗濯機は、高かっただけでなく、長い待ち時間をも必要とした。「全自動洗濯機の納品期間は3年近くかかり、トラバントは最低でも十年近く待たなければならなかったが、トップクラスと誇れるほどの質はないままだった」。
東西ドイツ間で結ばれた特別協定は、東ドイツ指導部に対するソ連の不信を解消させることにもなった。それゆえ、1987年にホーネッカーの西ドイツ訪問が初めて実現し、東ドイツの国際的承認の晴れ舞台となった。
1985年にミハイル・ゴルバチョフがソ連共産党書記長に就任してペレストロイカとグラスノスチで改革方針を打ち出し、ソビエト連邦内東側諸国で良好な関係にある党と国家に、国内統治に対する自由裁量を認めていた。他の東欧諸国では自由化の動きが始まったが、分断国家である東ドイツでは「社会主義のイデオロギー」だけが国家の拠って立つアイデンティティであり、ポーランドやハンガリーのような政治の民主化や経済の自由化は東ドイツと西ドイツとの差異を無くし、ひいては東ドイツという国家の存在意義の消滅を意味することを東ドイツの指導部は知っていたため、ゴルバチョフのモデルに従うことを彼らは強く拒絶した。東ドイツの反対派はゴルバチョフの改革路線の受け入れを求めたが、ホーネッカー指導部は一部の反対派を逮捕拘留して弾圧するだけであった。1987年4月にハンブルクの雑誌『シュテルン』に掲載された対談で、ペレストロイカへの見解を求められた社会主義統一党政治局員で文化科学担当書記（イデオロギー担当）クルト・ハーガーは「わが国では、既に改革は進んでいる。隣人が壁紙を張り替えたからと言って、同じことをする必要はない」と答えた。
1988年9月、モスクワでのゴルバチョフとホーネッカーの会談ではお互いに辛辣に皮肉るほどになり、一致点が見出せないほどであった。そして11月18日、東ドイツはグラスノスチ（情報公開）を伝えるソ連の雑誌『スプートニク』に対する郵便・新聞管轄局の認可を取り消したが、これは事実上の発禁処分であることを意味した。その理由を東ドイツ当局は独ソ友好関係の強化に貢献するどころか、歴史を歪曲するものと説明していた。この発禁された雑誌「スプートニク」10月号は、1939年8月の独ソ不可侵条約の締結時に交わした秘密付属議定書の内容に触れており、当時のナチス・ドイツとソ連との間で「利益領域の分割」を規定したことに言及したものであった。この秘密付属議定書は当時グラスノスチ（情報公開）の動きの中で8月にモスクワで公表されたものであった。これには、東ドイツ国内の知識人の不満を一気に高めることとなり、政権内でさえこの措置に賛成する者は少数で、「ヒトラー・ファシズムに対する反ファシストの英雄的闘争を中傷するもの」という説明に、長年の社会主義統一党員からも党幹部に憤慨を募らせていた。
このことは東ドイツ国民には理解されず、ますます反感を買うようになった。抗議は、主に1980年以降に成立した平和運動の中に見られる。これらの平和運動は、地域で集まった小さなグループから成り、環境の大切さと第三世界の重要性を訴えた。そのグループのいくつかには、教会の支援と説得もあった。
1989年1月20日にアメリカ大統領に就任したジョージ・H・W・ブッシュは、5月2日に世界秩序へのソ連の復帰を歓迎するとして、ソ連のペレストロイカ政策と軍縮と地域紛争からの撤退をめざす新思考外交を評価し、それまでの対ソ封じ込め政策の転換を発表した。7月にはワルシャワ条約機構がソ連の東欧への軍事介入を正当化してきたブレジネフ・ドクトリンを放棄するコミュニケを採択した。
そしてこの頃、ソ連外務省では東ドイツの行く末に悲観論が強まっていた。1988年にソ連外務省は文書をまとめていた。それは「ドイツ統一」の3つのシナリオで、この後の東ドイツについて、3つの可能性について討議したものであった。第一は『共存』で、東西ドイツがこれまで通りの関係で進むことだがソ連は東ドイツが経済復興しない限り不可能と断定した。第二は『吸収』で、西ドイツが東ドイツを吸収して北大西洋条約機構 (NATO) に入ることになりソ連には不利で絶対に避けたい。第三は『中立』で、西ドイツがNATOを脱退し、東ドイツがワルシャワ条約機構を脱退して中立の統一ドイツとなることでソ連にとって最善の策であるとした。翌1989年秋にゴルバチョフが東ドイツを訪問する直前に、会議の席で「諸君、我々は社会主義の友人を1つ失うことが明らかとなった。」と述べてホーネッカーを、そして東ドイツを見限ることを明らかにした。この時、ゴルバチョフの補佐官として会議に同席していたゲオルギー・シャフナザーロフは後に「このゴルバチョフの発言には誰もが賛成であった。」と語っている。
1989年5月に行われた地方自治体選挙の結果が改ざんされたことが明らかになると、それに対する抗議が行われ、それがSEDへの不満をいっそう明確に可視化させ、多様な公民権運動へとつながった。
SEDにとってより重大だったのは、民主化を進めていたハンガリー政府が、1989年5月2日にオーストリア国境の鉄条網の撤去に着手したことにより、「鉄のカーテン」が綻んだことであった。これを見た多くの東ドイツ市民がチェコスロバキア経由でハンガリーへ出国し、大量国外脱出が始まった。ハンガリー政府は1989年8月19日には非公式ながら東ドイツ国民のオーストリアへの出国を許可し（汎ヨーロッパ・ピクニック）、さらには9月11日には正式に東ドイツ国民にオーストリアへの出国を許可した。2日以内に22000人が東ドイツからオーストリアに入国し、その後の数週間のうちに数万人が入国した。
これを受けて10月3日、東ドイツ政府はチェコスロバキアとの国境を閉鎖して市民の流出を止めようとしたが、国外へ逃げることができなくなった市民たちはその不満を体制批判へと転化するようになっていった。定期的に開催された月曜デモで、公民権運動で改革を目指した抗議が行われた。東ベルリンで10月7日に建国40周年記念祝典が行われていたので、デモは治安部隊によって解散させられていたが、2日後に大規模抗議デモがライプツィヒで起こると、東ドイツの平和革命が爆発した。ホーネッカーはデモを武力で鎮圧しようとしたが、結局失敗した。また、建国40周年記念祝典出席のために東ドイツを訪れたゴルバチョフは改革を行わないホーネッカーに対して明らかに不満気な態度を取り、SEDの党内からも批判やホーネッカー降ろしの動きが強まり始めた。こうして、10月17日の政治局会議でホーネッカーの解任動議が可決され、10月18日にホーネッカーは退任した。
後任のエゴン・クレンツ書記長とSEDの新指導部は国民との対話を提案したが、国家と党の体制崩壊を引き止めることはできなかった。1989年11月9日の夜、SED政治局員ギュンター・シャボフスキーが西側への出国許可が「遅滞なく」下りると誤って発表すると、ベルリンの壁に市民が殺到し、壁は崩壊した（ベルリンの壁崩壊）。

### 西ドイツとの再統一 (1989年-1990年）
壁崩壊の直前に総辞職したヴィリー・シュトフ政権に代わって成立（11月13日）したハンス・モドロウ政権は、円卓会議で国民との対話を行い、政治の民主化、シュタージの解体を進め、12月にはSEDの国家に対する指導権を規定した憲法第1条の規定を削除した。しかし、壁が崩壊した後も出国者は1日2000人を超え、東ドイツマルクも暴落し、元々疲弊していた東ドイツ経済は崩壊していった。月曜デモの参加者のスローガンは、かつて国家権力を挑発するときに使った「我々が国民だ!」（独: Wir sind das Volk!）から、西ドイツとの再統一を訴える「我々はひとつの国民だ!」（独: Wir sind ein Volk!）に変わっていった。
西ドイツのキリスト教民主同盟の支援を受けたドイツのための連立が1990年3月18日の自由選挙で勝利すると、再統一への方針が決まった。初の自由選挙で就任したロタール・デメジエールの連立政権は、第三次ヘルムート・コール内閣からの支援を受け、西ドイツ基本法第23条に基づいて東ドイツをドイツ連邦共和国へと加盟させることを決定した。通貨・経済・社会の統合措置を1990年7月1日に施行し、8月31日には統一条約に調印、9月12日に第二次世界大戦戦勝国とのドイツ最終規定条約に調印したあと、東ドイツは1990年10月3日にドイツ連邦共和国へと吸収された。また1991年3月15日に発効されたドイツ最終規定条約では統一ドイツにおいて旧東ドイツ地域における外国軍の駐留、核兵器の配備および運搬が禁じられた。

### 現状
2024年時点において、かつて西ドイツと呼ばれたドイツ連邦共和国に属し、現実的な分離独立運動などはみられない。しかし、かつての社会主義国の伝統を引き継ぐ旧東ドイツ地域住民の教育水準に対する国際評価はむしろ高いにもかかわらず、もともとの産業近代化の遅れにより平均年収は西ドイツ地域の住民より今なお2割程度低く、ともすれば経済格差により西側住民から蔑視の対象となり、西側から搾取されていると感じる者も多い。移民と低賃金の職を争う状態で、2025年2月移民排斥を主張する右派政党AfDが旧東ドイツ地域で最大政党になるなど、むしろ右派の地盤となりつつある。

## 政治

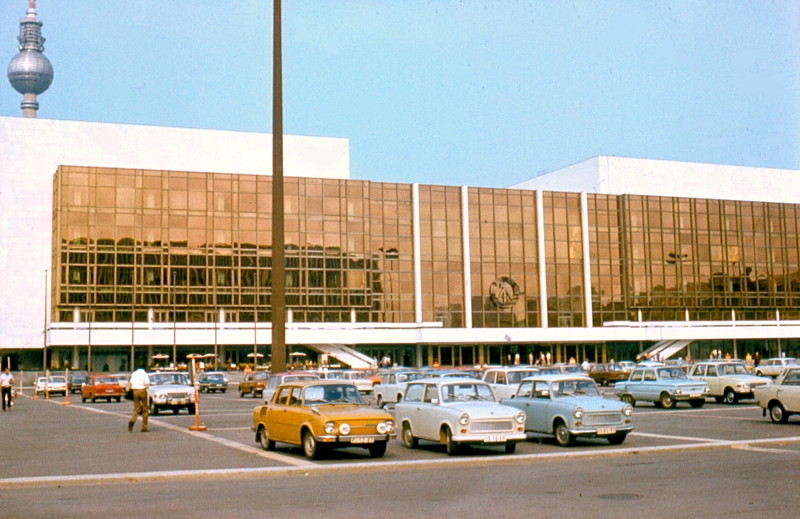
人民議会がおかれた東ベルリンの共和国宮殿、1977年 (taken by István Csuhai, Hungary)

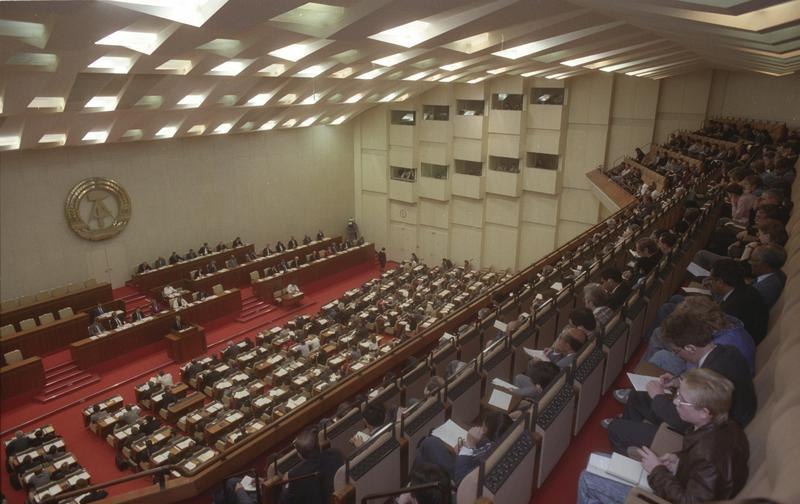
人民議会の議場

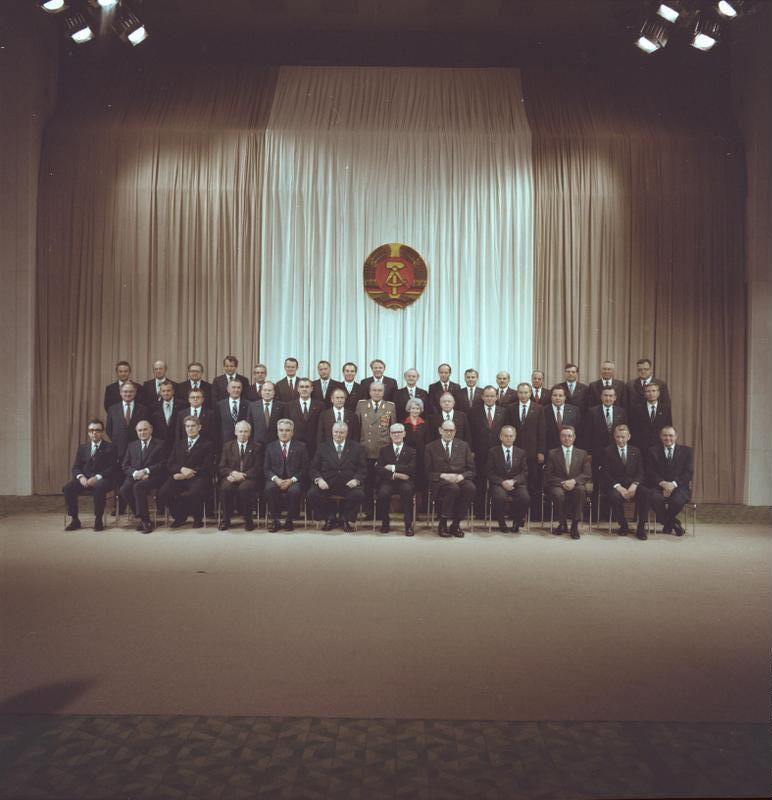
ヴィリー・シュトフ内閣（閣僚評議会）の閣僚たち（1981年）

ドイツ民主共和国は、典型的なソ連型社会主義による一党独裁型の政治体制を採っていた。
国会にあたる人民議会 (Volkskammer) があり、そこから選出される国家評議会議長が国家元首であった。また内閣に相当する機関として閣僚評議会が置かれ、閣僚評議会議長が首相に当たる。ただし、「民主共和国」の名とは裏腹に、議会はおよそ民主的とは言えない選挙方法で選ばれたものであった。また国政の実権は他の社会主義国と同様支配政党であるSEDの書記長が握っており、SEDの中央委員会政治局が実質的な政策決定機関であった。

### 政党と選挙

#### 政党

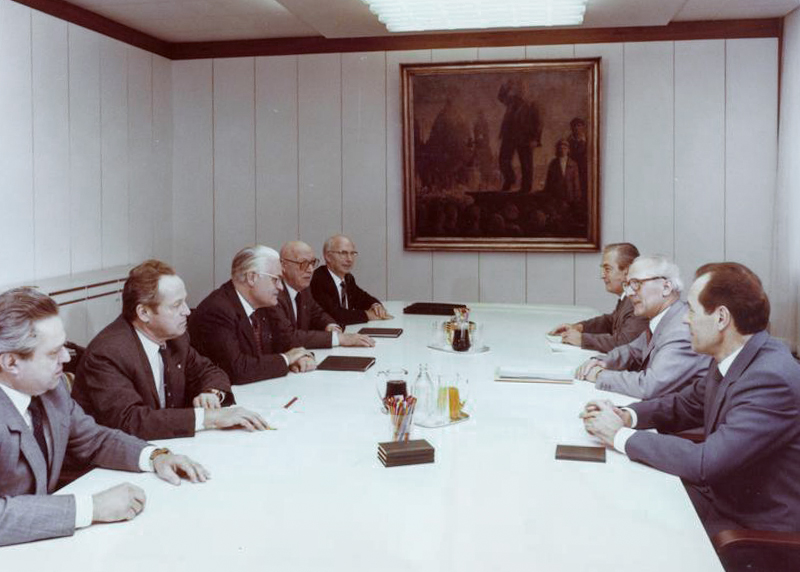
ホーネッカーらSED幹部と会談する衛星政党の党首たち(1982年)

ドイツ民主共和国では、5つの政党が存在し、5つの政党で「民主ブロック (Demokratischer Block)」を形成していた。しかしドイツ社会主義統一党以外の政党は同党の指導を認めた上で存在する衛星政党で、各党の党首が国家評議会副議長となるなどして体制内に取り込まれており、「複数政党制」という建前を維持するための飾り物的存在であった。ヘゲモニー政党制の典型例である。
- ドイツ社会主義統一党 (SED) - 支配政党
- ドイツキリスト教民主同盟 (CDU (DDR)) - 旧西ドイツのドイツキリスト教民主同盟 (CDU) とは別政党
- ドイツ自由民主党 (LDPD) - 旧西ドイツの自由民主党 (FDP) とは別政党
- ドイツ国民民主党（国家民主党） - 現在のドイツの極右政党ドイツ国家民主党とは別政党
- ドイツ民主農民党

東西ドイツ統一後、上記の政党のうちSEDは民主社会党（PDS, 現在は左翼党に）と改名して存続し、キリスト教民主同盟・民主農民党は西側のキリスト教民主同盟へ合流、ドイツ自由民主党 (LDPD)・国家民主党は西側の自由民主党 (FDP) へ合流している。

#### 選挙
人民議会の選挙は、予め決められた議席配分リストに対して賛成の場合はそのまま無記入で投票、反対の場合は「反対」の欄に印を書く、というものであった。無記名投票ではあったが、反対の時のみ投票ブースまで行って記入しなければいけなかったため、すぐに誰が反対したのか分かるようになっていた。棄権をすると地位を失ったり当局から嫌がらせを受けるため投票率は常に99 %に近く、投票所では上記のように事実上監視されていたため、賛成率も99 %以上であり、実質的に信任投票でしかなかった。それでも、棄権率と反対率は都市部になるほど高くなった。これは都市部では投票の相互監視が比較的薄かった為である。1981年からは棄権率、反対率は東ベルリンが最高であった（ベルリンは表向き占領国管理となっているために、相互の国会に直接議員を送ることができなかった。東ドイツは1981年よりその慣習を破って人民議会の直接選挙を行った）。
人民議会における議席配分は常に一定され、5政党のほかに「国民戦線 (Nationale Front)」を構成する労働組合や職能団体などに配分されていた。当然社会主義統一党 (SED) が最大勢力になるように配分されている。また自由ドイツ青年団 (FDJ) はSEDの下部組織であり、自由ドイツ労働総同盟などの諸団体もSEDの影響下にあった。
- 社会主義統一党 127議席
- キリスト教民主同盟 52議席
- 自由民主党 52議席
- 国家民主党 52議席
- 民主農民党 52議席
- 自由ドイツ労働総同盟 68議席
- 自由ドイツ青年団 40議席
- ドイツ民主婦人連盟 35議席
- ドイツ文化連盟 22議席
- 計 500議席

#### 民主化後の選挙
1989年秋に大規模な民主化運動が発生し、ホーネッカー体制が崩壊すると、社会主義統一党は国家に対する支配性を放棄して社会主義統一党/民主社会党 (SED/PDS) と改称した。そして、1990年3月18日には東ドイツ国家史上初、かつ最後となる自由選挙が実施された。この際、西ドイツからの政治家の応援演説や資金提供が容認されたため、社会主義体制下の衛星政党からの脱却に成功したドイツキリスト教民主同盟やドイツ自由民主党の保守・中道政党は西ドイツの同系統の政党から強い支援を受けた。また、1946年に社会主義統一党へと事実上強制吸収された東側の社会民主党が元党員も加わる形で東ドイツ社会民主党として再建され、1972年に東西ドイツ基本条約を締結して東ドイツ国民から強く信頼されていたヴィリー・ブラント元首相などが西側から支援に駆けつけた。また、民主化運動の中心勢力も同盟90など独自のグループを結成し、社会主義統一党/民主社会党などとともに選挙に臨んだ。
選挙の事前予想では緩やかな国家統一を主張する社会民主党が優位だったが、首相でもある西ドイツのキリスト教民主同盟党首ヘルムート・コールは精力的に東ドイツ全土を遊説し、東ドイツマルクから西ドイツマルクへの交換レートなどで東ドイツ国民に配慮した公約を行った。これが成功してキリスト教民主同盟が得票率40・8％と高い支持を得て社会民主党を抑えて第一党となり、同様にかつての衛星政党であるドイツ自由民主党の後継である自由民主同盟が5・3％の得票率であった。これを受けて、西ドイツと同様に自由民主党の連立参加を受け、党首のロタール・デメジエールが首相に就任した。これにより、東ドイツは事実上独立国家としての存続を放棄し、西ドイツに主導権を預けた急進的なドイツ統一への道を進んだ。
一方、体制転換の担い手であった同盟90や緑の党・独立女性同盟などはふるわず、合計で5％しか票を獲得できなかった。「革命はその子供たちを置き去りにした」のである。
旧体制の負の遺産を背負っている筈の社会主義統一党/民主社会党は16・4％と事前の予測に反して健闘をしている。特に社会資本を優先的に整備してきた東ベルリンでは30％を超す票を手に入れた。これは依然として党員のネットワークが機能しており、所有していた新聞メディアも利用することが出来たからである。その反面、保守派の金城湯地と化した南部での得票率は10％にも満たない。この選挙は、現在まで続く旧東ドイツ地域の政党の支持分布を示すものとなった。

### 主な政治家

#### 歴代国家元首
1. ヴィルヘルム・ピーク（注1）：1949年 - 1960年
2. ヴァルター・ウルブリヒト（注2）：1960年 - 1973年
3. フリードリヒ・エーベルト（注3）：1973年
4. ヴィリー・シュトフ：1973年 - 1976年
5. エーリッヒ・ホーネッカー（注4）：1976年 - 1989年
6. エゴン・クレンツ：1989年（注5）
7. マンフレート・ゲルラッハ（注6）：1989年 - 1990年
8. ザビーネ・ベルクマン＝ポール（注7）：1990年

- 注1：ヴィルヘルム・ピークは「共和国大統領（Präsident der Republik）」、それ以降は「国家評議会議長 (Staatsratsvorsitzender)」。
- 注2：ヴァルター・ウルブリヒトは、社会主義統一党 (SED) 書記長兼任（1949年10月〜71年4月）。
- 注3：フリードリヒ・エーベルトは、国家評議会議長代理。
- 注4：エーリッヒ・ホーネッカーは、SED書記長兼任（1971年4月〜89年10月）。
- 注5：エゴン・クレンツは、SED書記長兼任（1989年10月〜12月）。
- 注6：マンフレート・ゲルラッハ（ドイツ自由民主党出身）の評議会議長在任は、1990年の自由選挙実施時まで。
- 注7：ザビーネ・ベルクマン＝ポールは、人民議会議長・暫定国家元首を自由選挙実施後から再統一時まで務めた。

#### 歴代最高指導者
ドイツ社会主義統一党（SED）が国家を指導していたドイツ民主共和国においては、1989年までは支配政党であるSEDの指導者が事実上の国家の最高指導者であった。

##### 党議長
1. オットー・グローテヴォール（1946 - 1950、ドイツ社会主義統一党共同議長）
2. ヴィルヘルム・ピーク（1946 - 1950、ドイツ社会主義統一党共同議長）

- オットー・グローテヴォール
- ヴィルヘルム・ピーク

このほか、ヴァルター・ウルブリヒトが1971年の第一書記退任後から1973年に死去するまで「党議長」職に就いたが、実権のない名誉職であった。

##### 書記長（または第一書記）
正式には「ドイツ社会主義統一党中央委員会書記長」。1953年から1976年までは「第一書記」。
1. ヴァルター・ウルブリヒト（1950 - 1971）
2. エーリッヒ・ホーネッカー（1971 - 1989）
3. エゴン・クレンツ（1989）

- ヴァルター・ウルブリヒト
- エーリッヒ・ホーネッカー
- エゴン・クレンツ

#### その他
- オットー・グローテヴォール - 初代首相。東地区のドイツ社会民主党出身。
- ギュンター・シャボフスキー - ベルリンの壁崩壊の直接のきっかけを作ったSED政治局員。SEDベルリン地区委員会第一書記。
- エーリッヒ・ミールケ - ベルリンの壁崩壊直前まで32年間にわたりシュタージのトップ（国家保安省長官）を務めた。SED政治局員。
- マルゴット・ホーネッカー - エーリッヒの妻。人民教育相を務め、エーリッヒの後継者候補と目されていた。
- ロタール・デメジエール - キリスト教民主同盟党首。1990年の自由選挙から再統一による国家消滅まで、最後の東ドイツ首相。再統一後は自党を西側の党へ吸収合併させ、コール政権へ入閣したが、1991年、シュタージの協力者だった経歴が発覚して失脚。

### 外交関係

#### 西ドイツとの関係
東ドイツ政府は建国当初は全ドイツを統一するという目標を持っており、東西が分断されたのは西の責任であると主張していた（西ドイツ側もドイツの唯一の正統政府を自認し、ハルシュタイン原則に基づき、東ドイツと国交を結ぶ国とは国交を結ばない方針を取っていた）。そのために、国有鉄道の名称もあえて戦前のドイツ国有鉄道の名称を継承し、西に対抗する形で「ルフトハンザドイツ航空」を設立したりしていた。また、東西お互いに相手を非難するプロパガンダ放送（東側では「黒いチャンネル」、西側では「赤いレンズ」）を流し合っていた。
しかし、1972年の東西ドイツ基本条約の締結による相互承認、翌年の東西ドイツの国連加盟によって東ドイツが国際的に国家承認されると一転して「ドイツ民主共和国は社会主義的民族の国であって、資本主義的民族の国家である西とは別である」という主張で二国並立状態を正当化するようになった。
このように政治的には西と対立し、分断国家の固定化を進めていたが、その一方でホーネッカー政権は経済面では西との交易を進めた他、東ドイツ国民の消費生活を維持するために西ドイツから銀行保証付きの借款を受けていた。また西ドイツがローマ条約締結時に東ドイツとの貿易は「国内取引」であり、無関税・無課税であると主張したため、実質的に欧州共同体（EC）の一員と同じ条件で貿易ができるという、他の東側諸国に比べて恵まれた立場を享受することができた。東ドイツが他の社会主義国よりも経済を発展させることができた（その代わり西への債務も増大したが）のは、この側面も無視できない。

#### 日・東独関係
日本は1972年に東西ドイツ基本条約が成立し、東ドイツとの国交樹立への障壁（ハルシュタイン原則）が取り除かれたことから、翌1973年に正式な国交を結んだ（アメリカ合衆国 - 東ドイツの国交樹立はこれより一年遅く、1974年の事である）。1976年から1978年にかけて鹿島建設により東ベルリンの中心地に目を引くデザインの国際貿易センタービルが建設され日本の企業も多数入居し、1981年に国家元首エーリッヒ・ホーネッカー書記長が来日するなど、友好的な関係にあった。駐日ドイツ民主共和国大使館は東京都港区赤坂7丁目5番16号にあった。東西ドイツ再統一後は旧西ドイツ大使館がそのままドイツ大使館になった。

### 女性・家族政策
東ドイツにおける女性と家族政策に関する法律は、1950年に決議された「母子保護および女性の権利に関する法律」である。仕事と家族の両立は、東ドイツの女性にとっては、あたりまえのことと考えられており、重点的に助成されていた。1989年までに約92%の女性が職業に就いており、西ドイツの女性よりも就職率は明らかに高かった。女性の社会進出を推し進めたのは、男女同権という社会主義の考えを反映してものであったが、他方では国民が西側に大量に流出した事で労働力不足に陥ったものを補うためという側面もあった。
1961年12月23日、SED政治局は「女性-平和と社会主義」と題するコミュニケを発表した。「女性が従来以上に社会主義の建設に役立つようになる」と労働力としてのさらなる動員を狙った。SEDは従来、女性が社会の中で労働力としての役割を本格的に担っていながらも、それに対する協力がなおざりであったと反省をする。そして、女性の社会進出をより積極的に推進すると述べた。もっとも、管理職の地位についている女性の数は、明らかに男性よりも少なかった。特に政治の分野に関してはそれが顕著であり、このコミュニケを出した当のSEDの政治局には女性の政治局員は居なかった。政府にあっても女性閣僚はほとんどおらず、1960年代末には最高指導者ホーネッカーの妻で教育相のマルゴット・ホーネッカーただ一人となっていた。国家の中枢で影響力を持ち、女性の目線で政治を論じる政治家はほとんど居なかった。
女性の職業参加を促進するために、例えば託児所・保育園の大規模な拡充が行われたり、家族をもつ学生に対する特別な教育や就学プランが作られたりした。家族政策という枠組みで、国家は、まず第一に子供のいる夫婦に対して、特殊なローンや優先的な住居の割り当てなどを行うことで、促進した。中絶問題に関しては、女性には1972年に導入された中絶法によって、最初の12週間以内での中絶が許可されるようになった。しかしそれにも関わらず、1973年から1980年のあいだに出生数は、3分の1ほど増加した。
就業による男女同権化は、日常では多くの場合、仕事と家事・家族という二つの重荷を背負わされることになった。従来通りの男性の仕事が、たんに伝統的な女性の役割に追加されただけだからである。1970年に行われた世論調査によると、平均的な週の家事時間である47時間のうち、女性が引き受けたのはそのうち37時間であり、男性は6時間、「その他」が4時間であった。

### 環境問題
戦後の再工業化は、東西ドイツとも極めて強い環境破壊を引き起こした。それが頂点を極めたのは、初めて環境政策が経済政策にとって重要であると考えられるようになった1970年代であったが、東ドイツでは環境政策は取られなかった。投資の柔軟性は欠如しており、すでに商品の生産も不充分であったため、迅速に環境保護を始めることは不可能であった。さらに東ドイツ指導部は、環境のために何かしたいと思っている積極的な市民たちを無視した。それでも1980年代には、自転車クラブなどの環境保護運動が増大した。2009年の新しい研究では、東ドイツの環境保護の状況は「破滅的」であったとされている。石炭資源が不足していたため、たくさんの二酸化硫黄を排出する褐炭を利用したことで、ヨーロッパで最も高い粉塵汚染が生じた。大気汚染によって、男性の気管支炎、肺気腫、気管支喘息の死亡率は、ヨーロッパ平均よりも2倍以上であった。およそ120万人の人びとが、生活に欠かせない飲料水にありつけなかった。1989年の時点で、汚染されていない湖は1%、河川は3%であった。その時まで、下水処理場に排水できたのは、全国民のうち58%だけであった。森林の52%が「損害」を受けていると見なされた。ゴミの40%以上が、適切な方法では処理されなかった。有害廃棄物に必要な高温焼却施設は存在していなかった。環境に関する情報は、階級の敵が東ドイツの信用を落とすために利用するであろうという理由で、1970年から「機密情報」となり、1980年代には「極秘情報」となり、一般には公開されなかった。環境政策への批判は、容赦なく弾圧された。
西側諸国、とくに西ドイツからのごみの輸入は、東ドイツにとって利益をもたらすものであり、西側の客（企業、地方自治体、国家）にとっても経費節減となった。東ドイツのダンピング価格は、西ドイツで普通に運営されているゴミ処理場でかかる費用と比較して10分の1程度であった。ごみ処理代行ビジネスで獲得した外貨獲得には、貿易調整部とシュタージが関与しており、その金額の一部は、ホーネッカーとミールケの口座にも振り込まれており、党幹部の居住区であるヴァンドリッツにも使われたといわれている。1980年代終わりごろにシュタージは、西ドイツだけでなく東ドイツの住民のあいだでも環境意識が高まっており、東ドイツのごみ輸入に対する批判的な態度もあったと記録している。それに対して、東ドイツで西ドイツのごみを処理する際、西ドイツの環境基準は履行されていなかった。ある種の「歴史の皮肉」と見られているのは、これらの（環境負荷をかけた）ごみ焼却場は、1990年にはドイツ再統一によりドイツ連邦共和国の責任となったということである。
東ドイツで生産されたトラバントやヴァルトブルクのような乗用車は、旧式の2ストローク機関で動き、青い排気ガスを出したが、それらは環境汚染を感じさせることになった。2ストローク機関の排気ガスは、高い炭化水素を含んでいたため、はっきりと見ることも嗅ぐこともできるものであった。ただし酸性雨やスモッグの原因となる窒素酸化物は、トラバントは同時代の4ストローク機関に比べて、10分の1しか排出しなかった。

### 地方制度

ソ連占領地域・東ドイツ初期の州 (Länder) （1945 - 1952）:
メクレンブルク州
ブランデンブルク州
ザクセン＝アンハルト州
ザクセン自由州
テューリンゲン州

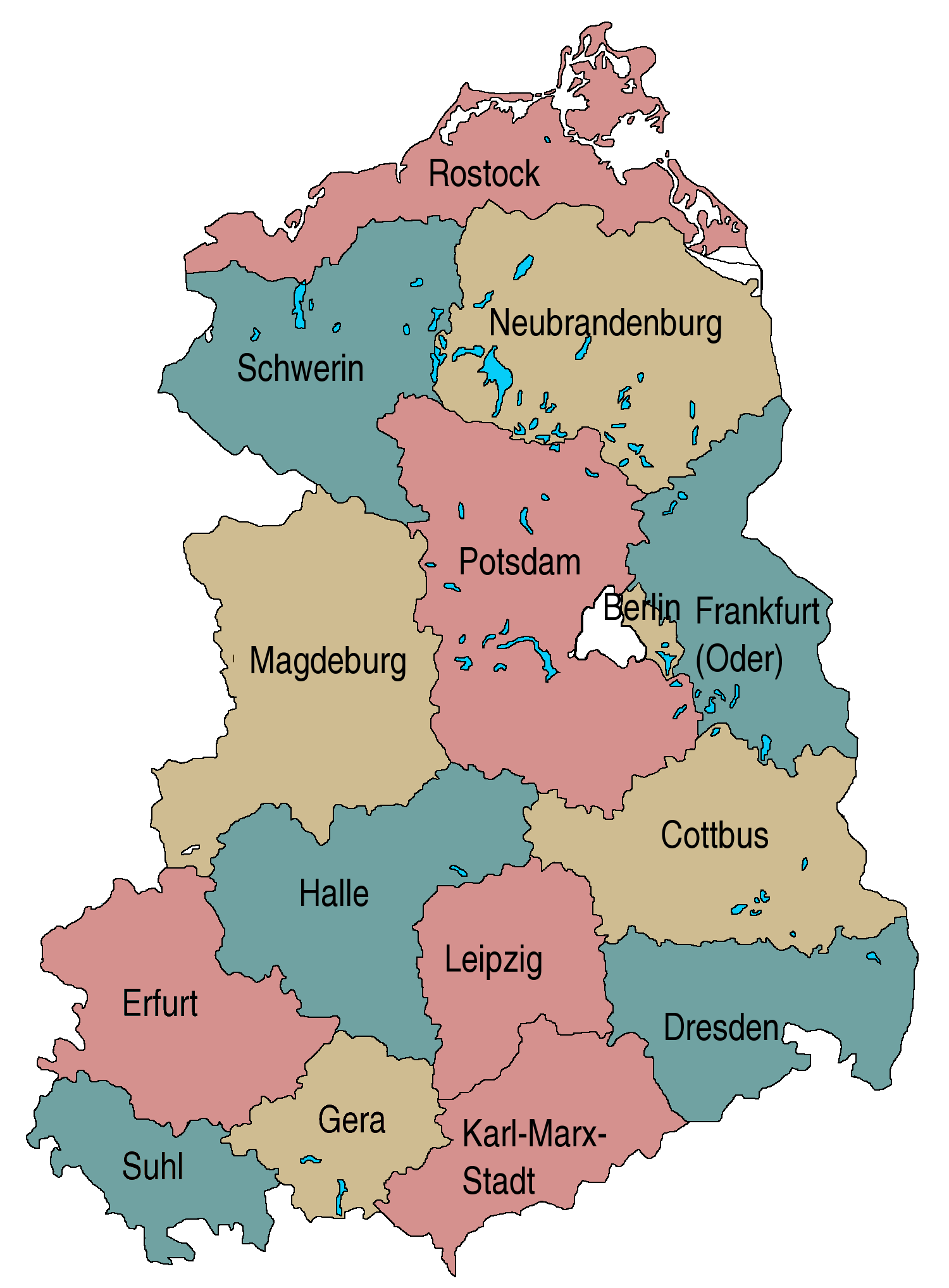
県区分図

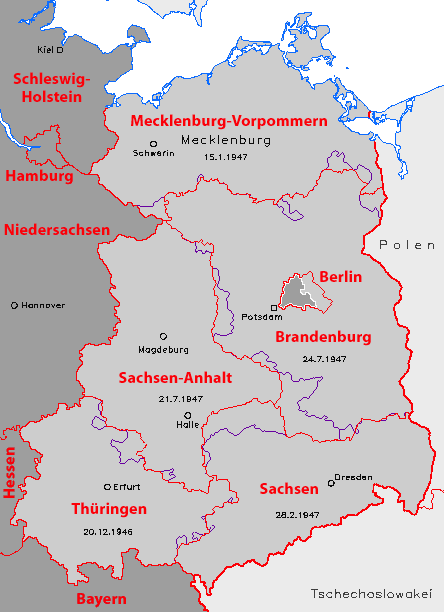
1947年-1952年の州境
1990年以降の州境

#### 東ベルリン以外
当初は5つの州 (Land) が置かれた連邦制で、旧西ドイツの連邦参議院にあたる共和国参議院（Länderkammer der DDR）も存在したが、1952年以降は14の県（Bezirk）に再編されて共和国参議院は廃止され、中央集権化が進められた。
1952年以降の各県、郡、市区町村には、地方議会とそこから選出される地方評議会が置かれていたが、各地方議会の選挙も人民議会の選挙同様に統一名簿への賛否を問うものでしかなく、国政の実権がドイツ社会主義統一党中央委員会の政治局・書記局にあったのと同様、地方においても社会主義統一党の地区委員会（地方支部）が実権を有していた。

##### 1949年〜1952年の地方行政区画
- ザクセン州
- ブランデンブルク州
- ザクセン＝アンハルト州
- メクレンブルク州
- テューリンゲン州

##### 1952年〜1990年7月の地方行政区画
- ドレスデン県（Bezirk Dresden, 県都はドレスデン）
- カール＝マルクス＝シュタット県（Bezirk Karl-Marx-Stadt, 県都はカール＝マルクス＝シュタット）
- ライプツィヒ県（Bezirk Leipzig, 県都はライプツィヒ）
- ゲーラ県（Bezirk Gera, 県都はゲーラ）
- エアフルト県（Bezirk Erfurt, 県都はエアフルト）
- ズール県（Bezirk Suhl, 県都はズール）
- ハレ県（Bezirk Halle, 県都はハレ）
- マクデブルク県（Bezirk Magdeburg, 県都はマクデブルク）
- コトブス県（Bezirk Cottbus, 県都はコトブス）
- ポツダム県（Bezirk Potsdam, 県都はポツダム）
- フランクフルト（オーダー）県（Bezirk Frankfurt (Oder), 県都はフランクフルト (オーダー)）
- ノイブランデンブルク県（Bezirk Neubrandenburg, 県都はノイブランデンブルク）
- シュヴェリーン県（Bezirk Schwerin, 県都はシュヴェリーン）
- ロストック県（Bezirk Rostock, 県都はロストック）

##### 1990年7月〜1990年10月の地方行政区画
統一を目前にした1990年7月23日に人民議会が採択した「州再設置法」によって州の復活が決定し、以下の5州が復活した。この5州を新連邦州（Neue Bundesländer）、新5州、東ドイツ5州という。名称は以前の州と同じだが、州界は微妙に異なる。
- ザクセン州
- ブランデンブルク州
- ザクセン＝アンハルト州
- メクレンブルク＝フォアポンメルン州
- テューリンゲン州

この5州は、ドイツ基本法（西ドイツ・現在のドイツの憲法に相当する法）23条に基づいてドイツ連邦共和国に加入した。

#### 東ベルリン
東ベルリンは、事実上の東ドイツ領だったが、国際法的には連合国軍4か国（イギリス、アメリカ、フランス、ソ連）占領地ベルリンのソ連管理地域で、厳密には東ドイツ領ではなかった。そのため、県も州も置かれていなかった。
ドイツ統一に伴い、4か国はベルリンの統治を終了し、ベルリンをドイツに返還した。東ベルリンはドイツ基本法23条に基づいて、西ベルリンを事実上統治していたベルリン州に編入された。

## 軍事

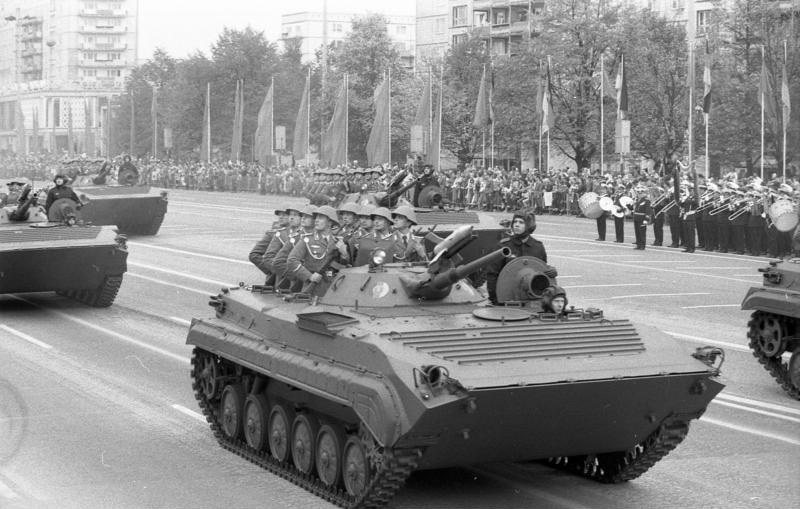
建国記念日の軍事パレード(1988年10月7日）

他の東ヨーロッパの社会主義国同様、ワルシャワ条約機構に属していた。正規軍である国家人民軍の人数は約9万人で、約26万人のドイツ駐留ソ連軍の3分の1ほどに過ぎなかったが、「棍棒で鍛えられた」とも表現されるその錬度の高さはワルシャワ条約機構軍一と言われ、同軍の武器庫、弾薬庫の鍵は、反乱を恐れ必ず在独ソ連軍の将校が管理し、反乱に備え人民軍基地の周辺を取り囲むように数ヶ所の在独ソ連軍基地が置かれた。T-72その他の同軍の兵器はソ連仕様よりも武装や装甲が大幅にスペックダウン（モンキーモデル）されており、実際にソ連側にとっての反乱防止の意図があったと見られている。
国家人民軍のほかの軍事組織としては、国境警備隊（国防省所属だが国家人民軍とは別組織）と、民兵組織である労働者階級戦闘団が存在した。また、国家保安省やドイツ人民警察は準軍事組織としての側面を持っていた（国家保安省はフェリックス・ジェルジンスキー衛兵連隊という部隊を保有していた）ほか、民間防衛組織として民間防衛隊があった。
1973年に、西ドイツと同時に国際連合に加盟。なお東ドイツ政府は、自身を「ナチス政権と戦ってきたドイツ国内の反ファシズム勢力によって樹立された政権」と主張しており、第二次世界大戦によるナチス・ドイツの侵略戦争やホロコーストの責任を負う立場にないとしていた。この主張はベルリンの壁崩壊まで続いた。

## 経済
上述のように、東ドイツは東側の社会主義国の中では最も高い経済成長を達成していた。東ドイツはルール工業地帯を擁する西ドイツに比べると経済基盤は弱く、しかもソ連が賠償と称して、多くの工場の機材や施設を持ち去ってしまった状態からのスタートを余儀なくされながらも1960-70年代には3 %程度の平均成長率を保ち、世界でも15位以内に入る工業国となり、一人あたりの国民所得では社会主義国で第一位となった。食料自給率も高く、1980年代には一人あたりの肉の消費量も東側陣営では最も多くなっていた。1980年代までには冷蔵庫やテレビといった家電製品も普及していた。
東ドイツは東欧社会主義国より有利な面もあった。一つ目はドイツは第二次世界大戦前に、比較的工業化が進んでいたこと、二つ目は「西ドイツとの関係」でも述べているように西ドイツとの貿易では特殊な地位にあったために実質的にEC加盟国と同じ条件で西側と貿易できたこと、三つ目には西ドイツから多額の借款を受けることができたことである。
また、ホーネッカー政権下の経済成長と消費者の満足を追求した政策は、環境の破壊と西側からの上記の対外債務による財政の破綻という結果を招き、ひいては1980年代末の東ドイツの政治的破産を招く結果になった。

### 地方経済
ここでは、東ドイツを5つの地域（北部・中部・東ベルリン・南部・南西部）に分けて論じる。

#### 北部

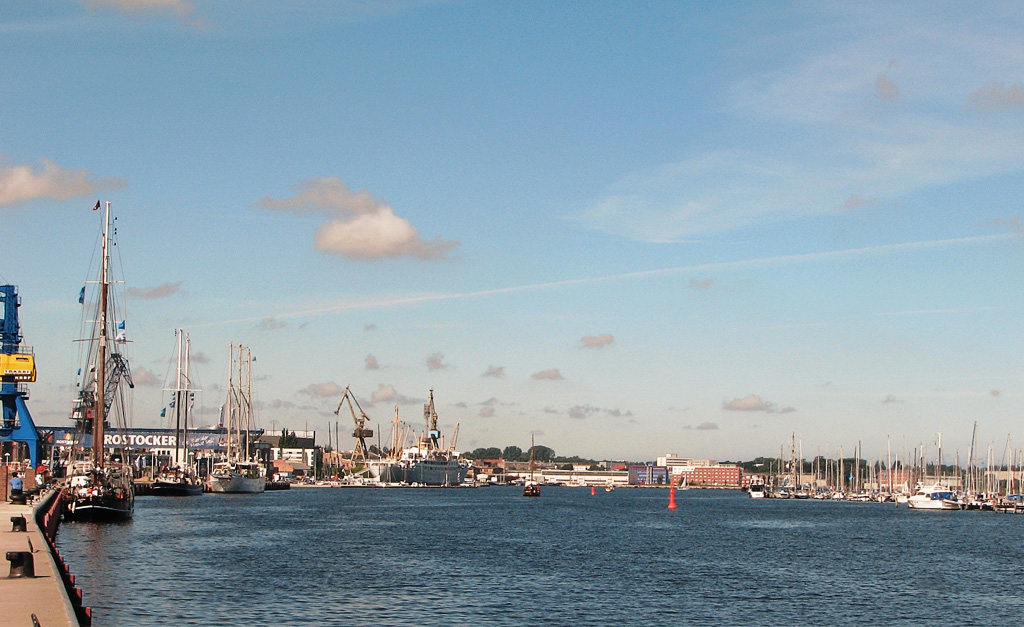
ロストックの港

ロストック県、シュヴェリーン県、ノイブランデンブルク県といった北部は農業地域であった。また、バルト海に面するロストック県では水産業も盛んだった。工業部門では、港湾都市ロストックで造船業がみられた。ロストックは、ソ連、東欧に輸出するための最も重要な貿易港でもあった。また、シュヴェリーンやノイブランデンブルクで金属加工、軽工業が発展していた。

#### 中部
マクデブルク県、ポツダム県、フランクフルト（オーダー）県、コトブス県でも、農業が盛んであった。また、コトブス周辺は褐炭の最大生産地域であり、同県のエネルギー産業は東ドイツのエネルギー生産の約4割を支えていた。そのほか、西ドイツ経済に追いつくシンボル・モデル都市として地方都市としては異例なほどの資本投入とインフラ整備が行われたアイゼンヒュッテンシュタット（旧スターリンシュタット）の鉄鋼コンビナートや、マクデブルクの機械製造工業などが発展していた。

#### 東ベルリン
工業、通信、サービス業などが盛んであった。シーメンスやAEGを受け継いで、電気・電子産業も発展した。

#### 南部

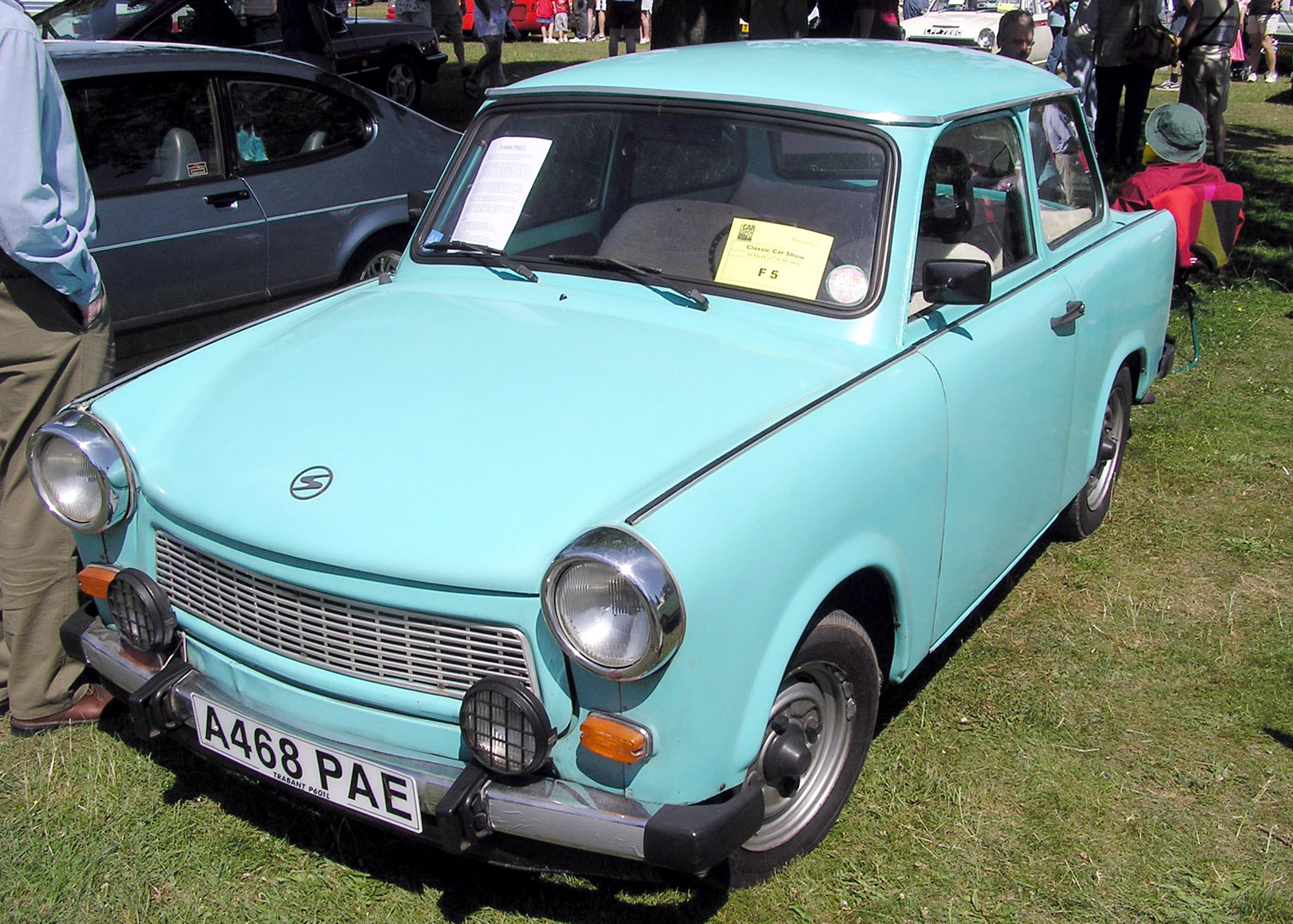
1983年型600ccトラバントP601L

ドレスデン県、カール＝マルクス＝シュタット県、ライプツィヒ県、ハレ県といった南部は、東ドイツにおける工業地域であった。ハレ県では化学産業が盛んで、東ドイツにおける生産全体の4割程度を支えた。カール＝マルクス＝シュタット県では繊維産業が盛んで、東ドイツ全体の5割強を支えた。また、同県のツヴィッカウはトラバント（東ドイツの大衆車）の生産で知られた。

#### 南西部
エアフルト県、ゲーラ県、ズール県も東ドイツにおける工業地域であった。エアフルトとイエナにおける電子・光学産業や、アイゼナハの自動車産業が発展した。

### 著名な企業
- 人民公社カール・ツァイス・イェーナ

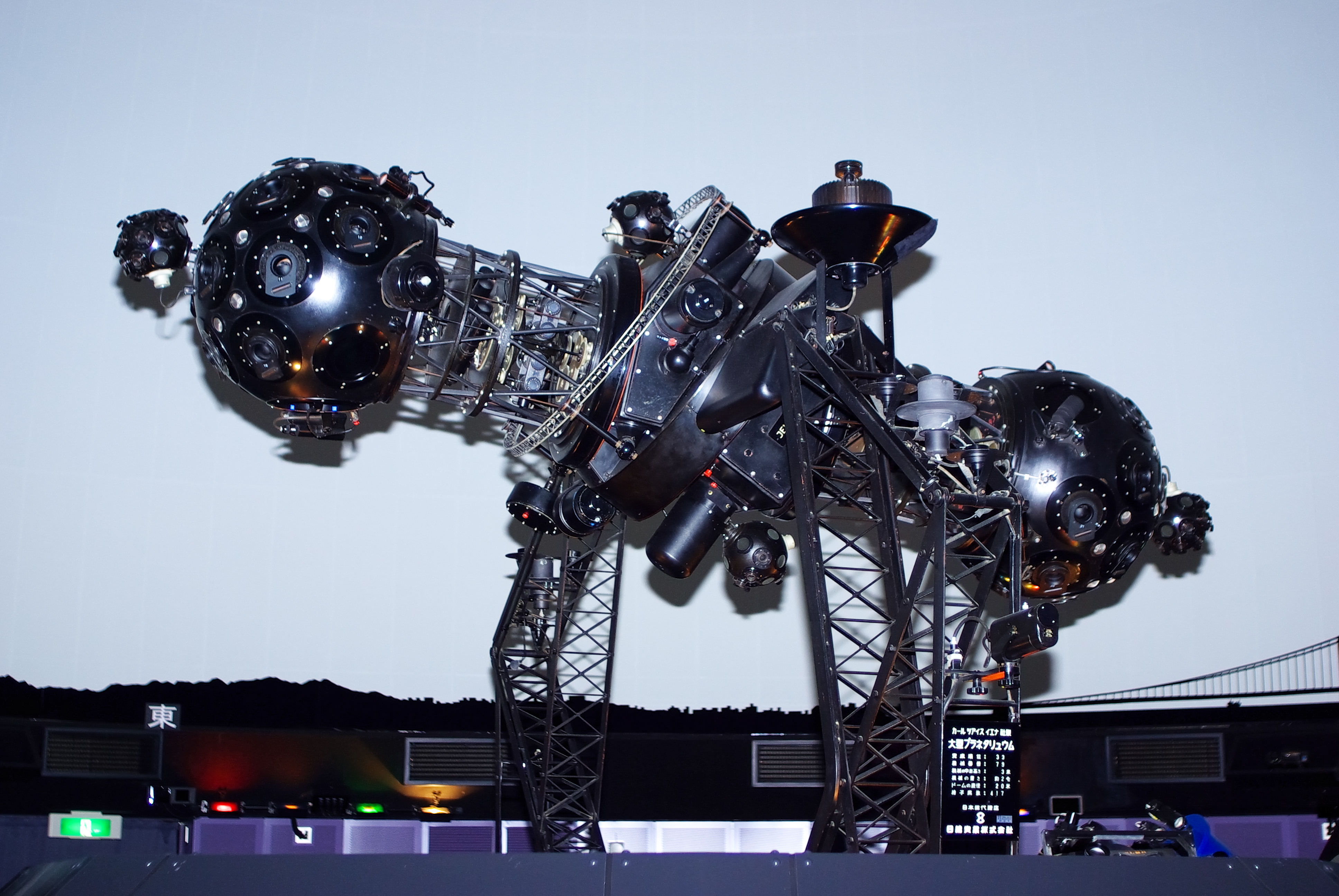
人民公社カール・ツァイス・イェーナ製プラネタリウム 兵庫県明石市 明石市立天文科学館 カールツァイスイエナ製MCフレクトゴン 2.4/35で撮影

  - カール・ツァイスの東ドイツ地域内企業インフラ・企業法人を継承。
  - 同公社が開発・製造したプラネタリウム（分断前の旧カール・ツァイスによる発明）機器は西側諸国でも異例の高評価を得、日本国内の幾つかの科学館施設（明石市・旭川市）への納入販売にも成功している。
  - FCカールツァイス・イェーナ
- ペンタコン人民公社
  - ツァイス・イコン、KW, バルダ、ヴェルタ、クルト・ベンツィンの東ドイツ地域内企業インフラ・企業法人を継承・統合化。
- インターフルーク（東ドイツの国営航空）
- 人民公社ザクセンリンク
  - アウトウニオン社の東ドイツ地域内企業インフラ・企業法人を継承。
  - トラバント（東ドイツの大衆車）
- アウトモビールヴェルク・アイゼナハ
  - ソ連がBMWアイゼナハ工場を接収、在独ソ連軍政府 (SMAD) が管轄するソビエト企業 (Sowjetische AG) の1つ、Awtowelo機械工業 (Maschinenbau Awtowelo) のアイゼナハBMW工場 (Werk BMW Eisenach) に改組。その後、アイゼナハー・モトーレンヴェルク (Eisenacher Motorenwerk: EMW) として東ドイツ企業化、最終的にアウトモビールヴェルク・アイゼナハ (VEB Automobilwerk Eisenach: AWE) に改称。
  - 東西ドイツ統合後、多くの東西分裂企業は分裂前の企業同士で再統合（或いは吸収）されたが、同社はBMWではなくオペル（GM傘下）に吸収される道を選んでいる。
  - ヴァルトブルク
- フラモ社
  - 前身企業も同名。全ての企業インフラ・企業法人を継承。
- バルカス
- タクラフ（ドイツ語版、英語版）
  - 重機メーカー。「地上最大の可動物体」F60（ドイツ語版、英語版）(Abraumförderbrücke F60)、「地上最大の自走機械」とギネスに載るRB293（英語版）で有名。中国ではアジア最大のバケットホイールエクスカベーターも製造している[68]。
- ロボトロン
  - 電機製造業者。コンピューターの製造なども行っていた。
- MZモトラッド （オートバイ）
  - DKWの東ドイツ地域内企業インフラ・企業法人を継承。
- PIKO（東ドイツの国営玩具企業）
  - 総合玩具製造企業。東側を中心に製造されていた鉄道模型は西側での販売に耐えうる製品であったので、西ドイツの契約企業を経由して西側にも輸出されていた。現在は民営化のうえ、操業。国営企業時代の製品はコレクターズアイテム。
- ケーセン（ドイツ語版）
  - ぬいぐるみメーカー。
- ドイツ・シャルプラッテン - 国営のレコード会社。シュターツカペレ・ドレスデンやライプツィヒ・ゲヴァントハウス管弦楽団、シュターツカペレ・ベルリンなどのレコードを制作していた。

## 宗教
東ドイツには様々な信仰団体があった。最も大きかったのは、キリスト教である。1969年から政治的な理由でプロテスタントの8つの地方教会が東西ドイツの統一組織であったドイツ福音主義教会を離れ、東ドイツ福音教会連盟に統合された。これらのプロテスタント教会の他には、カトリック教会があり、他にも東ドイツ福音主義自由教会連盟、ドイツ自由福音主義教会連盟、メソジスト福音主義教会、モラヴィア兄弟団、セブンスデー・アドベンチスト教会、メノナイト、クエーカーなどの自由教会も存在していた。福音ルター派自由教会、ルター派（旧ルーテル）教会、東ドイツ福音改革派教会などもあった。
信仰の自由は東ドイツでは憲法で公的に保証されていた。しかし政府は教会の影響力を抑え、特に若者を宗教から遠ざけようとしていた。1953年に教会青年団の活動が犯罪となり、学校や大学で退学者や逮捕者を出した。この措置は1953年6月には撤回されたものの、信仰を公言したキリスト教徒は、大学進学や国家のキャリアコースを歩む可能性が制限されることになった。
このため国民の大部分は、信仰を持たなかった。1949年の時点では全国民の92 %が何らかのキリスト教会に属していたのに対し、1988年になると、全国民の約40 %（約660万人）となった。
それ以外にも、ユダヤ教の教会があり、1980年代以降には、散発的ではあるが仏教やヒンドゥー教、イスラム教の信仰団体も存在していた。
信仰を持つ人の数は著しく減少したものの、東ドイツの政治は、キリスト教会の独自性を完全に妨げることはできなかった。多くの人びとは教会を半ばオープンな集会所であると思っており、全く信仰とは関係なく教会のスペースを利用する人もいた。彼らは東ドイツの転換と平和革命の担い手になった。

## 文化
音楽・演劇・スポーツなどでは、「西ドイツを大きくリードする目覚しい成果が挙げられた」という言説がある。一方で、ヴォルフ・ビアマンのように反体制的と見なされた人物は西ドイツへ国外追放された（他の東側諸国と違って同じ民族・言語であり、西ドイツは東ドイツ国民には自動的に自国籍を付与していたため、反体制派は西側に追放してしまえばいいという政策がとれた）。
東西両ドイツともかつての伝統的文化を受け継いでいたが、西ドイツでは西欧やアメリカの影響を強く受け、国際的な文化が育まれた。対照的に東ドイツでは伝統的文化に対して保守的で、ソ連型の社会主義的思想が刷り込まれていった。しかし東ドイツの多くの地域で西ドイツのテレビやラジオの放送が受信できたこともあり、東ドイツの若者の多くは西側、特にアメリカにあこがれを抱いていた。
東西再統一後、旧西ドイツ国民にとっては生活環境にほとんど変化はなかったが、旧東ドイツ国民にとってはそれまでの日常のスタイル・文化が一掃されて様変わりした。そのため、再統一後はオスタルギーという東ドイツの文化を懐かしむ風潮も生まれた。

### 文学
ナチス党政権に抵抗した文学者たちの中で、アンナ・ゼーガース、アルノルト・ツヴァイクやベルトルト・ブレヒトは東ドイツで活動を続けた。また、クリスタ・ヴォルフは「引き裂かれた空」で、ベルリンの壁のできる前後の時代の東ドイツの生活を描いた。

### 音楽
音楽ではドレスデン国立歌劇場管弦楽団、ライプツィヒ・ゲヴァントハウス管弦楽団、ベルリン国立歌劇場などの伝統あるオーケストラやオペラハウスが活動し、フランツ・コンヴィチュニー、クルト・ザンデルリング、オトマール・スウィトナー、ヘルベルト・ケーゲル、クルト・マズア、ペーター・シュライアーといった指揮者や演奏家が活躍していた。国際化されない、比較的伝統的なドイツ風のサウンドが保存され、オーストリア人のスウィトナーのほか、同じくカール・ベーム、西ドイツ人のルドルフ・ケンペらもしばしば指揮台に立った。なお、クラウス・テンシュテットは東ドイツでの活動に疑問を感じ、1971年に西側に亡命している。
作曲家では、ナチス党政権時代にアメリカに亡命していたハンス・アイスラーやパウル・デッサウが戦後に帰国し、楽壇の中心的存在として活動した。
音楽のジャンルではロックは他の東欧各国と同様に「西側諸国の退廃の象徴」として原則禁止の政策が取られていた。しかしながら、ダンス音楽としての名目で軽音楽は認可されており、Karat、Stern Combo Meißen、Electra などのロック・バンドが活動し、国営レーベル Amiga からレコードも出版されていた。ハンガリーの Omega などのロック・バンドも東ドイツでコンサートを開催し、東ドイツでもその名は知られていた。

### マスコミ

東ドイツにおける第一ドイツテレビ (ARD) の視聴可能地域（灰色）、黒い部分が受信不能地域で「無知者の谷」と呼ばれた。赤い四角は西ドイツ側の電波送信所

東ドイツでも日常的にマスメディアが浸透していた。1980年代半ばには、たいていの家庭がラジオ (99 %) とテレビ (93 %) を持っており、郵便ポストには毎日1つか2つの新聞が入っていた。新聞は情報手段ではあったものの、SEDや大衆組織の管理下にあり、プロパガンダ装置でもあった。検閲は、公式上は（1949年の憲法で）禁止されていることになっていたが、実際には、直接的な検閲があり、また著者に「自己検閲」をさせるような微妙な検閲も行われた。
新聞としては最有力紙である社会主義統一党機関紙『ノイエス・ドイチュラント』（新しいドイツ）をはじめ、いくつかの日刊紙が存在した。また、『ジビレ』などの女性ファッション誌なども発行されていた。『ジビレ』はハンガリーなどでも読まれる、社会主義諸国の最先端ファッション雑誌であった。
放送局としては東ドイツ国営放送 (Fernsehen der DDR) が2つのチャンネルを使ってテレビ放送を行っていた。ラジオ放送はラジオDDR（Rundfunk der DDR: DDRラジオ放送局）、DDRの声、ベルリン放送、ラジオ・ベルリン・インターナショナルの4つの放送局があった。
大半の地域では西ドイツ側が西ベルリンや東西国境付近に電波送信設備を建てていたことから西ドイツの放送が受信可能であった。法律上は西側諸国の放送を受信することが禁じられ、見つかった場合は罰則が科されたが当局が妨害電波を発射する対応はされなかった。このため、多くの東ドイツ国民は当局の監視から隠れて西側の放送を見ていた。ライプツィヒの中央青少年研究所によれば、1976年から88年までの間に毎日西ドイツのテレビだけを見る若者の数は14 %から56 %にまで増加している。ザクセン地方など一部では西ドイツの電波が届かなかったが、ドレスデン市民の中には西ドイツのテレビを見るために様々な団体の協力を受けて衛星放送の受信装置を設置した者までいた。

### 著名な施設
- ベルリン中央駅（現ベルリン東駅）
- シェーネフェルト空港
  - 東ドイツ最大の空港。東西ドイツ統合後、国際空港化され、大幅な拡張工事を経た後に「ベルリン・ブランデンブルク国際空港」に改称予定。
  - 旧西ベルリン地区にあるベルリン・テーゲル空港、及びベルリン・テンペルホーフ国際空港は、同空港に機能全面移転の上、廃港が決定している。
- ゲヴァントハウス
  - 東ドイツ第2の都市ライプツィヒに建設された音楽施設。ライプツィヒ・ゲヴァントハウス管弦楽団の本拠地。

- アレクサンダー広場（世界時計設置）

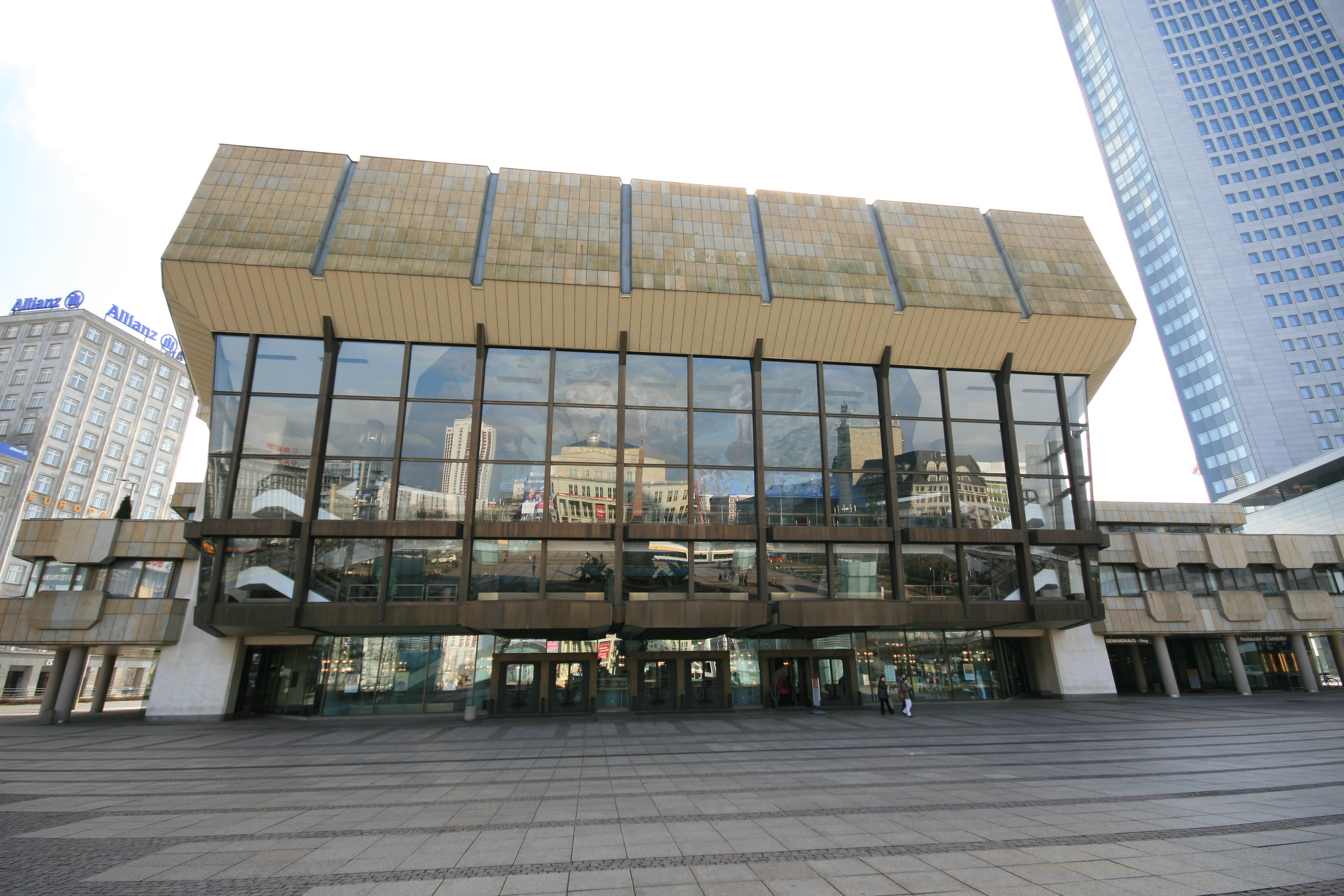
ゲヴァントハウス

- ドイツ民主共和国首都ベルリンの社会主義的都心改造
  - 共和国宮殿（東ドイツの議会・ホール建築。解体され現存せず）
  - ベルリンテレビ塔
  - マルクス＝エンゲルス広場（現ルストガルテン）
  - フォルクスビューネ（国民劇場）
- スターリンシュタット（現アイゼンヒュッテンシュタット）
- シュプレーパルク（英語版、ドイツ語版）（旧クルトゥアパルク・プレンターヴァルト（英語版、ドイツ語版）） - 東ベルリン市内のみならず東ドイツ国内において唯一建設・運営されていた常設型遊園地テーマパーク。1969年、（ナチス時代には世界首都ゲルマニア構想（ベルリン改造計画）によりドーム型集会ホール「フォルクス・ハレ（邦訳：国民会議場）」建設予定地にもなっていた）シュプレー川・ノルトハーフェン川がT字状に繋がる地点近隣（トレプトウ地区内）にて開園し、往時には年間170万人も集客していたが、1990年に旧西ドイツ実業家により民営化され、名称も「シュプレーパルク」に改名。1990年代後半には年間40万人まで集客が激減し、2001年に閉園（経営者はペルーに逃亡）。2011年5月下旬、ドイツ演劇団体「ヘッベル劇場」主催イベント「ルナパーク・ベルリン」の一貫として4日間期間限定で復活している[83]。

### 祝祭日
| 日付     | 日本語表記       | 現地語表記                     | 備考                           |
| -------- | ---------------- | ------------------------------ | ------------------------------ |
| 1月1日   | 元日             | Neujahr                        |                                |
| 3月1日   | 国家人民軍記念日 | Tag der Nationalen Volksarmee  |                                |
| 3月8日   | 国際女性デー     | Tag der Frau                   |                                |
| 移動祝日 | 聖金曜日         | Karfreitag                     |                                |
| 移動祝日 | 復活祭           | Ostersonntag                   |                                |
| 移動祝日 | Easter Monday    | Ostermontag                    |                                |
| 5月1日   | メーデー         | Tag der Arbeit                 |                                |
| 移動祝日 | 父の日/主の昇天  | Vatertag / Christi Himmelfahrt | 復活祭後の第五日曜日後の木曜日 |
| 移動祝日 | 聖霊降臨         | Pfingstmontag                  | 復活祭から50日後               |
| 10月7日  | 共和国の日       | Tag der Republik               | 建国記念日                     |
| 12月25日 | クリスマス       | 1. Weihnachtsfeiertag          |                                |
| 12月26日 | ボクシング・デー | 2. Weihnachtsfeiertag          |                                |

## スポーツ

### オリンピック
他のソ連型社会主義国と同様に国家の威信をかけた選手の強化策が取られ、いわゆる「ステート・アマチュア」選手によって陸上競技や水泳競技などはオリンピックで多くのメダルを獲得し、特に1970年代後半から1980年代にかけてはアメリカを抑えて世界第2位の金メダル大国となった。
ただし、その陰には人権も人格も無視した選手育成とステロイドをその中心に用いた組織的なドーピングが存在し、シュタージによるスポーツ関係者の監視や協力要員化が行われた。統一後にこれらの問題が噴出し、競技水準の低下が起こった。

### サッカー
- DDRオーバーリーガ
- サッカー東ドイツ代表

### シュタージのスポーツへの関与
- 1.FCディナモ・ドレスデン
- ベルリナーFCディナモ
- ディナモ（秘密警察系スポーツクラブ）
- SVディナモ (Sportvereinigung Dynamo) - シュタージ内のスポーツ・クラブ群

## 東ドイツを扱った作品

### 映画
- 『引き裂かれたカーテン』
- 『グッバイ、レーニン!』
- 『善き人のためのソナタ』
- 『気球の8人』
- 『バッファロー・ソルジャーズ 戦争のはじめかた』
- 『僕たちは希望という名の列車に乗った』
- 『NVA』 (2005年ドイツ) - 1980年代後半に東ドイツ陸軍 (NVA)へ入隊した若者たちの目を通して、軍隊生活と東ドイツ崩壊を描く。

### 小説
- 『元首の謀叛』（作: 中村正䡄 文藝春秋）
- 『シュヴァルツェスマーケン』（エンターブレイン）
- 小説・映画『007 オクトパシー』
- 『太陽通り ゾンネンアレー（ドイツ語版）』

### 舞台
- 『国境のない地図』(1995年 宝塚歌劇団星組) - ベルリンの壁に翻弄された母子の別れと再会を描く。
- 『フリューゲル　－君がくれた翼－』(2023年 宝塚歌劇団月組) - ベルリンの壁崩壊直前の国家人民軍広報担当者と西ドイツのポップスターの交流を描く。

### テレビドラマ
- 『ドイツ 1983年（独：Deutschland 83）- 冷戦時代、米国のパーシングIIとソ連のSS-20の核ミサイルが対峙する情勢の下、東独政府により西独連邦国防軍でのスパイ活動を命じられた東独青年軍人の戦争回避のための奔走を描く。

### コミックス
- 『MONSTER』（作：浦沢直樹 小学館） - 浦沢直樹はコミックス『MASTERキートン』などでも、しばしば旧東ドイツを題材に取り上げている。
- 『東独にいた』(作：宮下暁 講談社 ヤングマガジン)
- 『SPY×FAMILY』 - 舞台となる架空の国、東国（オスタニア）と西国（ウェスタリス）は東西冷戦時代の旧東ドイツと西ドイツをヒントにしているが、オスタニアは東独の実情とは全く異なっている。

## 関連項目

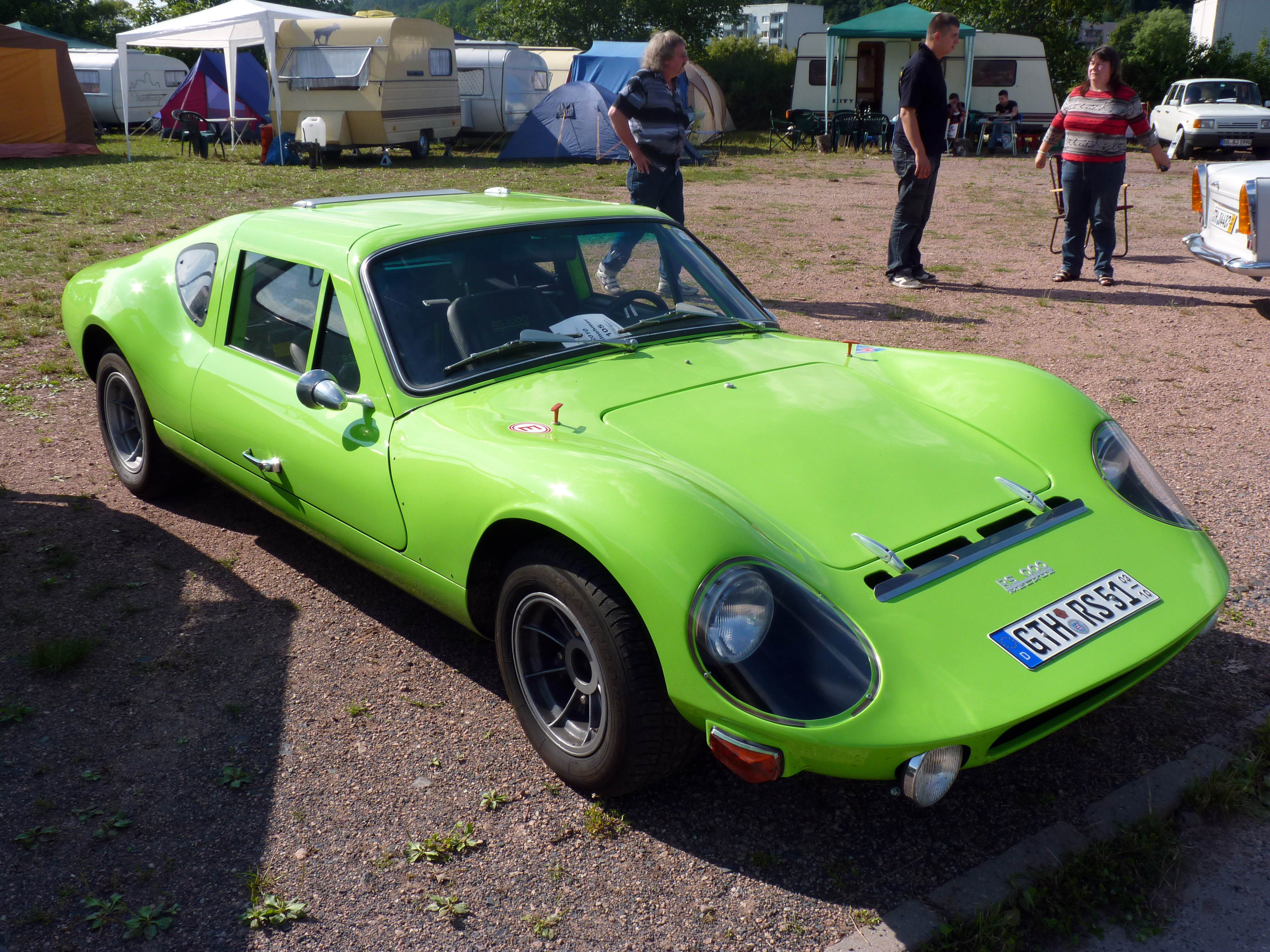
Melkus RS 1000